# Stora Ängby

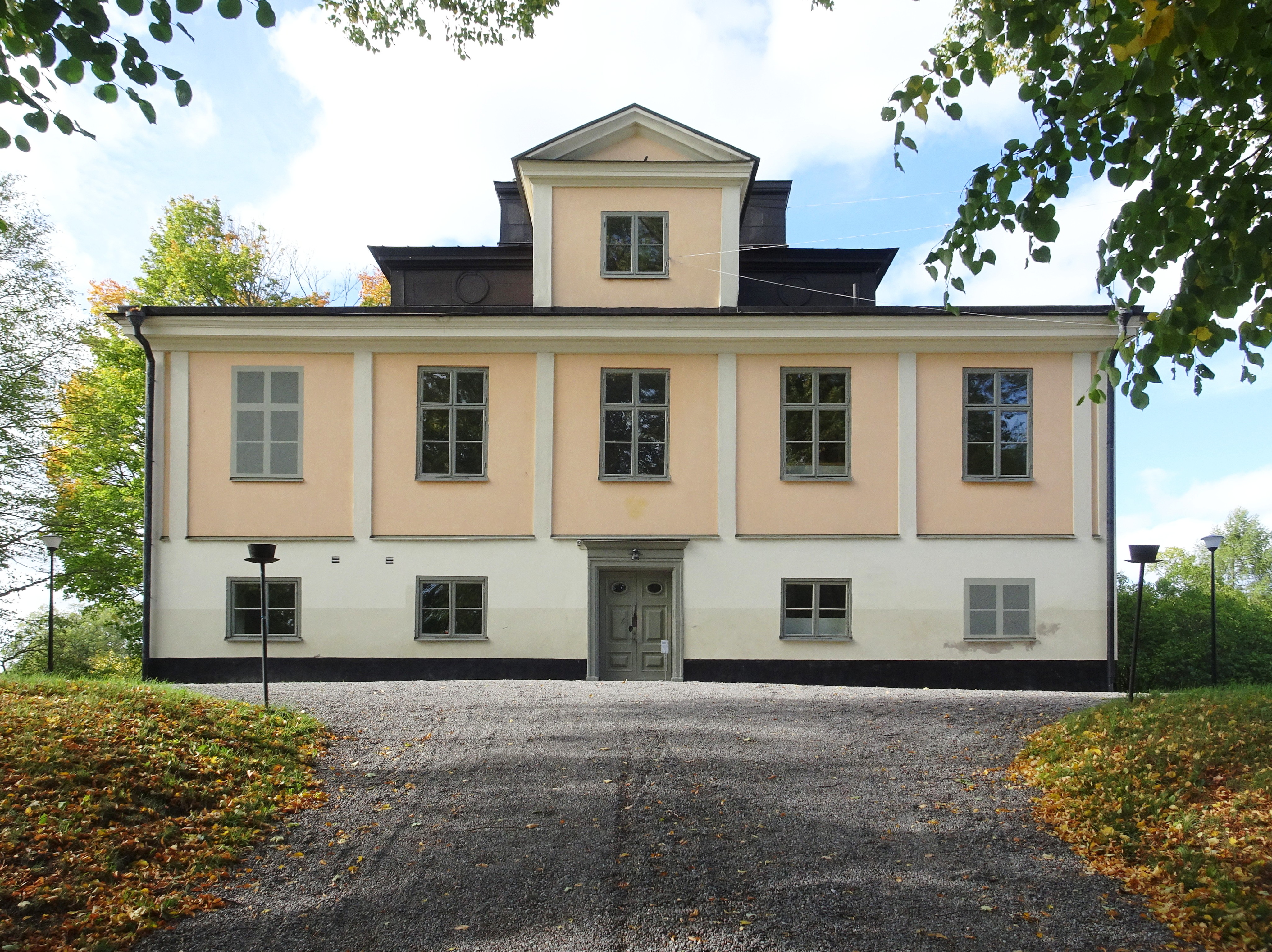
Stora Ängby, huvudbyggnad, entrésidan, 2018.

Stora Ängby (även kallat Ängby Slott) är en herrgård och ett tidigare säteri vid Stora Ängby allé 30−36 i Norra Ängby i Bromma socken i Stockholms kommun. Stora Ängbys huvudbyggnad uppfördes under 1600-talets sista år, och ägs sedan 2005  av kommunala AB Stadsholmen. Huvudbyggnad, flygeln och visthusboden är blåmärkta av Stadsmuseet i Stockholm, vilket innebär "att bebyggelsen bedöms ha synnerligen höga kulturhistoriska värden".

## Historik

### Ägare

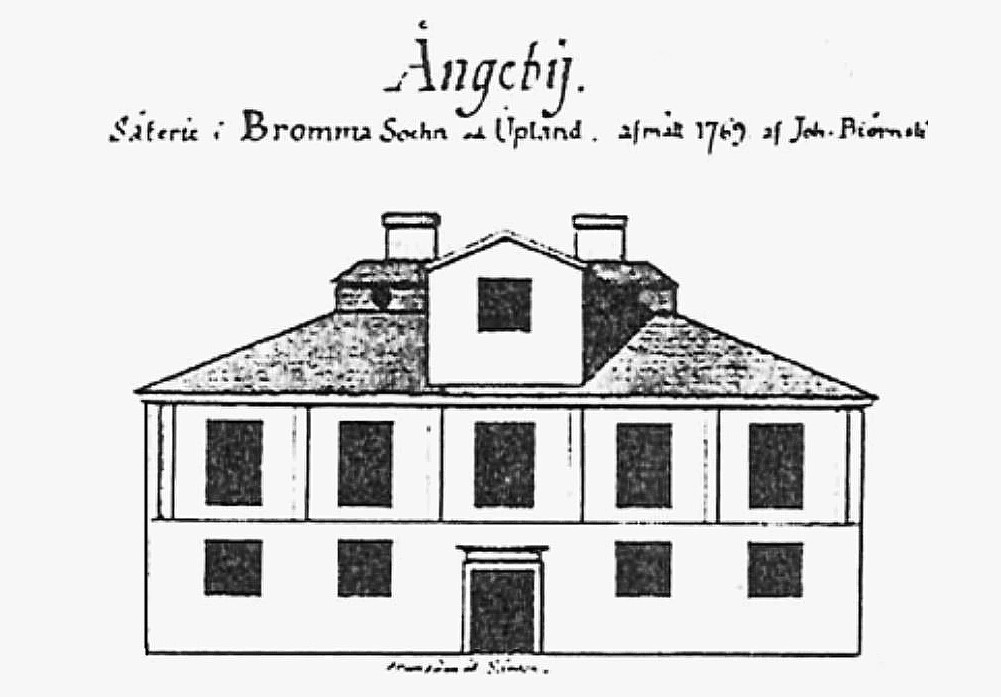
Stora Ängby herrgård, uppmätningsritning från 1769 av bibliotekarien Johan Biörnstierna (1729-1797).
Kartavdelningen Kungliga biblioteket.

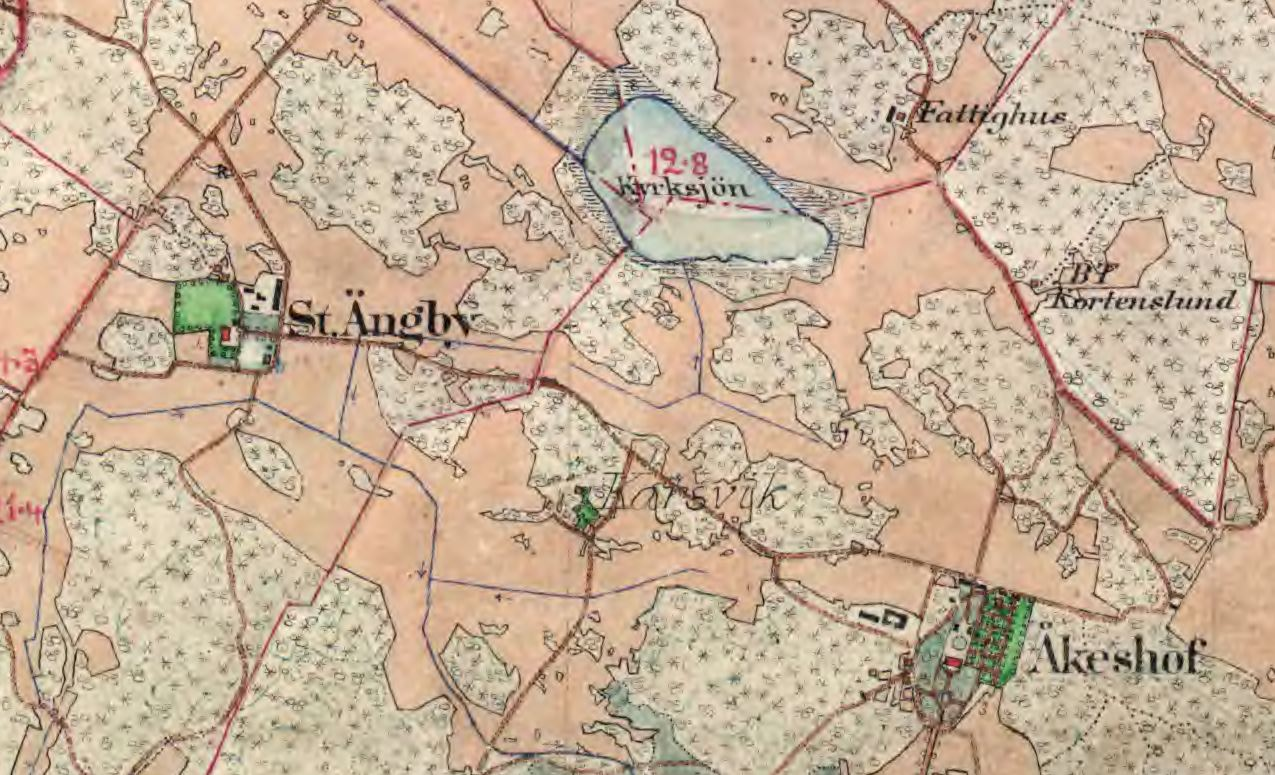
Stora Ängby och Åkeshov omkring 1900.

Ängby omtalas första gången i skrift år 1315. År 1629 var Ängby tre mantal krono. Då  donerades godset till hovrådet Christoffer Ludvig Rasche. Efter hans död år 1745 ärvde sonen Gustaf Rasche Ängby och gårdarna fick frälsestatus. Omkring år 1650 förvärvades den gamla byn i Ängby av ägaren till Åkeshov, Åke Axelsson Natt och Dag, och var då en del av hans stora markförvärv i Bromma socken. Efter dennes död 1653 slogs de samman till Stora Ängby säteri. Åke Axelsson Natt och Dags änka Anna Cruus ärvde Ängby år 1655 och lät troligen bygga flygeln mellan slottet och fatburshuset. En första huvudbyggnad uppfördes med änkan Anna Cruus som byggherre. Det rörde sig om en rödmålad timmerbyggnad i en våning och med sex rum samt förstuga. Huset hade en välvd källare. På en karta från 1689 framgår att gårdens huvudbebyggelse, "herrbyggningen", låg ungefär på samma plats som dagens.
Riksmarskalken Johan Gabriel Stenbock förvärvade Stora Ängby år 1689 och det har länge ansetts att han låtit bygga det nuvarande stenhuset. Byggherren var troligen legationssekreteraren Baltzar Brandenburg, vilket senare forskningar har visat. Efter några ägarbyten förvärvades egendomen 1692 från Johan Gabriel Stenbock av Baltzar Brandenburg (adlad Ehrenstolpe), som var legationssekreterare och tjänsteman hos Karl XI. Ehrenstolpe hade innan köpet arrenderat godset år 1690 och två år senare kunde han köpa godset av Stenbock i samband med adlandet. Han lät då uppföra dagens huvudbyggnad på en höjd sydväst om den tidigare huvudbyggnaden, vilken istället fick en underordnad funktion som flygel. Mangårdsbyggnaden Stora Ängby uppfördes i början av 1690-talet och den nya mangården stod färdig 1696. Ehrenstolpe uppförde ett gravkor vid Bromma kyrka, som emellertid revs 1818.
Friherre och riksrådet Carl Hermelin var ägare till Ängby mellan 1735 och 1764. År 1765 köptes Stora Ängby av friherre David Stierncrona, som var son till förre ägaren, friherre Gabriel Stierncrona på Åkeshov, och som ägde gården fram till år 1857. Egendomen omfattade då 156 hektar mark. Då kammarherre friherre David Stierncrona var ägare uppges år 1772 att Stora Ängby utgjorde säteri och var på 1½ mantal.
Fram till 1904 bytte Stora Ängby ägare fyra gånger, den sista var kungliga sekreteraren Carl Gustav Wahlberg. Wahlbergs arvingar sålde 1904 markerna  till Stockholms stad för 100 000 kronor. Egendomen sträckte sig från Kyrksjön till Tyska botten vid Mälaren och både Stora Ängby och Åkeshovs gårdar ingick i förvärvet som var avsett för framtida utbyggnad med bostäder. Gårdens jordbruk lades ner 1932, då började även planeringen för Norra Ängby med småhus och Södra Ängby med funkisvillor.
På 1940-talet fanns ungdomshärbärge och militärförläggning på Stora Ängby och flygeln innehöll fyra enkla arbetarbostäder. Flygelns fasader iordningställdes genom ny revetering år 1946. Efter en tids förfall restaurerades huvudbyggnaden 1956 av Stockholms stads fastighetskontor under medverkan av stadsantikvarien Gösta Selling. Den gamla visthusboden uppmärksammades tidigt för sin ålderdomlighet och restaurerades redan 1934 av den framstående kulturhistorikern Sigurd Erixon.

### Byggnaden

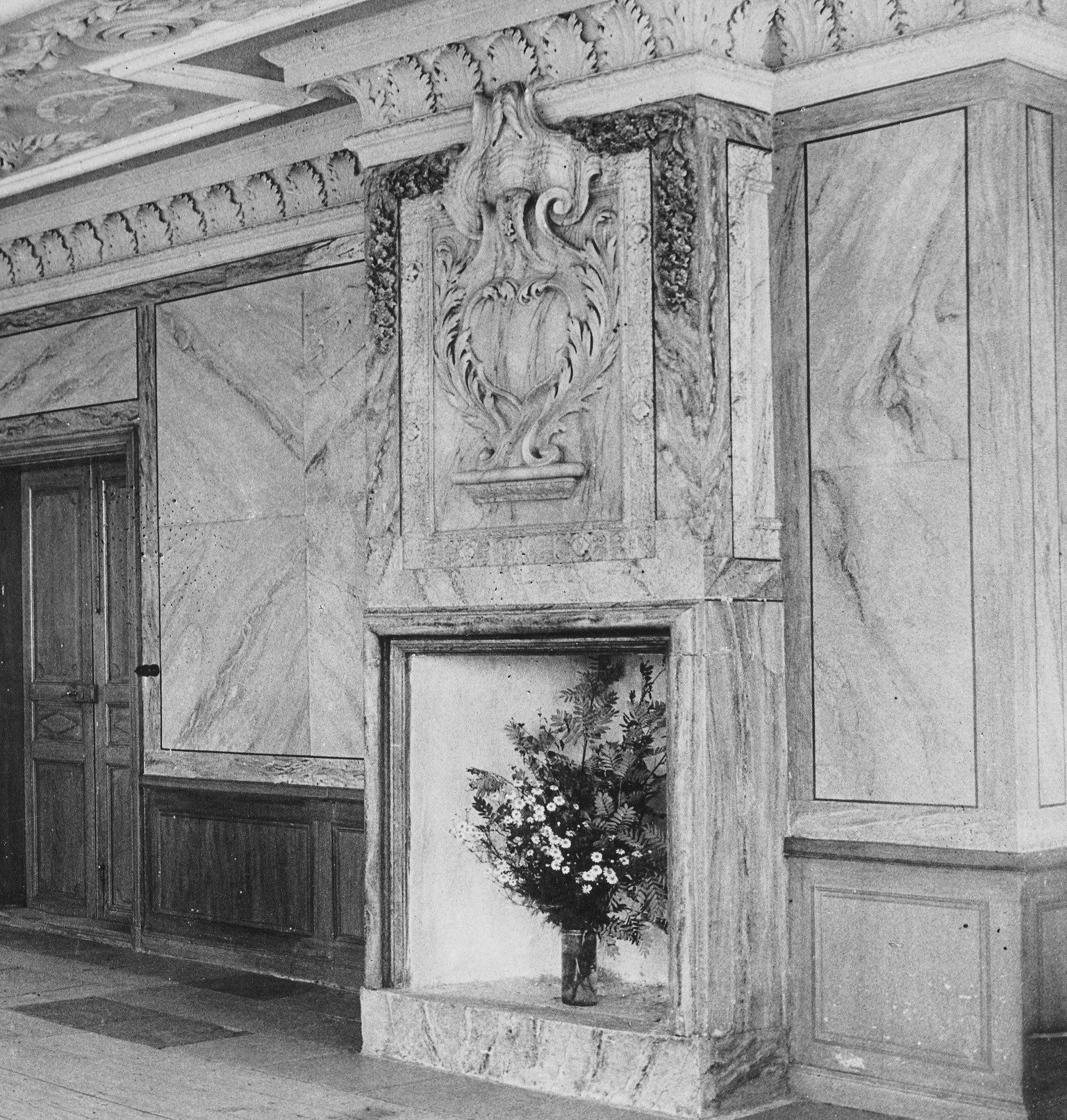
Den öppna spisen med det dekorerade spisöverstycket i Stora salen har utförts 1704 av Giuseppe Marchi, foto 1927.

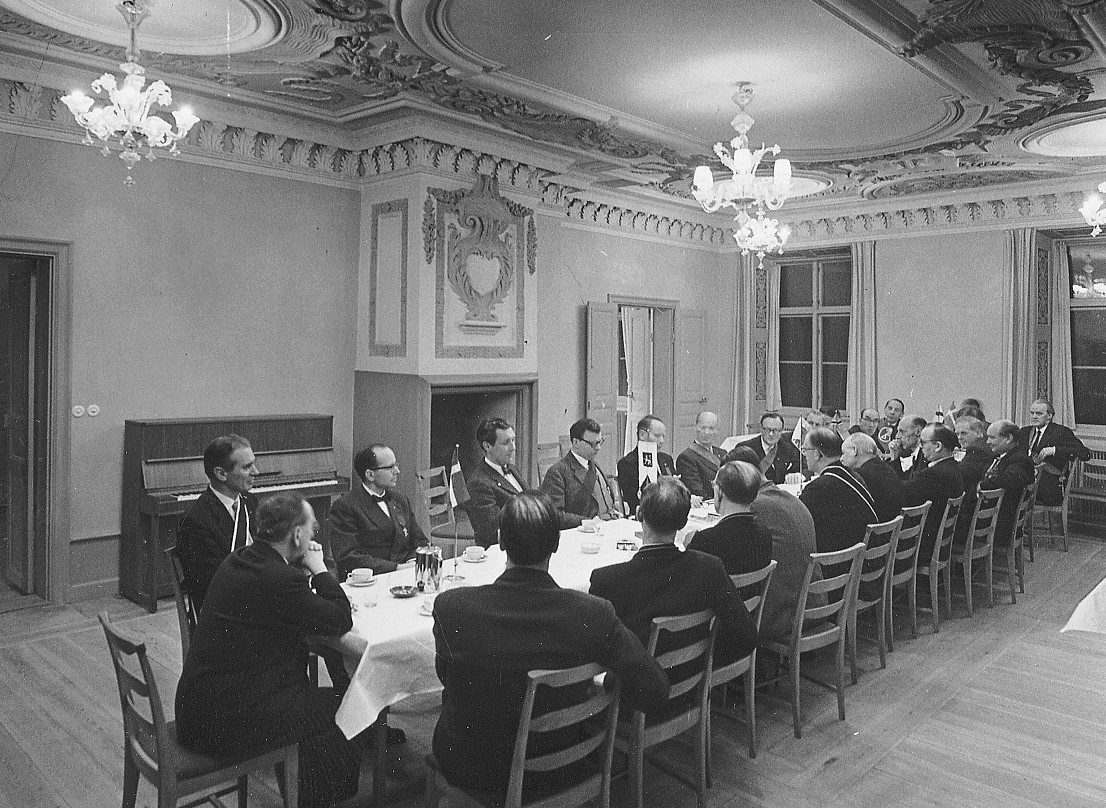
Stucktaket och den öppna spisen med det dekorerade spisöverstycket i Stora salen har utförts 1704 av Giuseppe Marchi, foto 1958.

Huvudbyggnaden är uppförd av sten i karolinsk stil med ljusputsade fasader under ett säteritak. Nedre våningen är behandlad som en slät sockel. Arkitekturen är stram och välproportionerad med pilasterindelde fasader och frontespis över långsidorna.
Portalen leder in till en kryssvälvd förstuga. Några av rummen i bottenvåningen är välvda, bland annat det vinkelbyggda köket. Övervåningens inredning är från byggnadstiden, 1690-talet.
I slottet finns det ett välbevarat tak med stuckatur och den öppna spisen i Stora salen på övervåningen samt arabeskmålningar i fönsternischerna och i de mindre rummen finns det ett flertal vackra kakelugnar. En del gamla fyrfyllnadsdörrar och fönsterpaneler pryds av dekorativa målningar i barockstil. Golvet i Stora salen är av ek med kalkstensfris och har karaktär av 1600-tal. Innan renoveringen 1957 var väggarna marmorerade ovanför en bröstpanel, som vid renoveringen ersattes av en låg fotpanel. Under hösten 2017 och våren 2018 har gården renoverats både utvändigt och invändigt.  
I Stora salen på övervåningen utförde den italienske stuckatören Giuseppe Marchi stuckaturen i stucktaket år 1704. Det var även Giuseppe Marchi som dekorerade i de andra rummen i Stora Ängby, men där är dekorationerna av något enklare typ. Giuseppe Marchi var verksam i Sverige i slutet av 1600-talet och i början på 1700-talet. Han fick dekorationsuppdraget av dåvarande ägaren Baltzar Ehrenstolpe, som hade köpt slottet 1692 av riksrådet greve Johan Gabriel Stenbock, eftersom han tidigare hade arbetat i Slottskyrkan och i Rikssalen på Drottningholms slott. Stilistiskt är utsmyckningen i taket i Stora salen besläktad med taket i Johan Gabriel Stenbocks palats, Stenbockska palatset, på Riddarholmen i Stockholm.

## Bebyggelsen

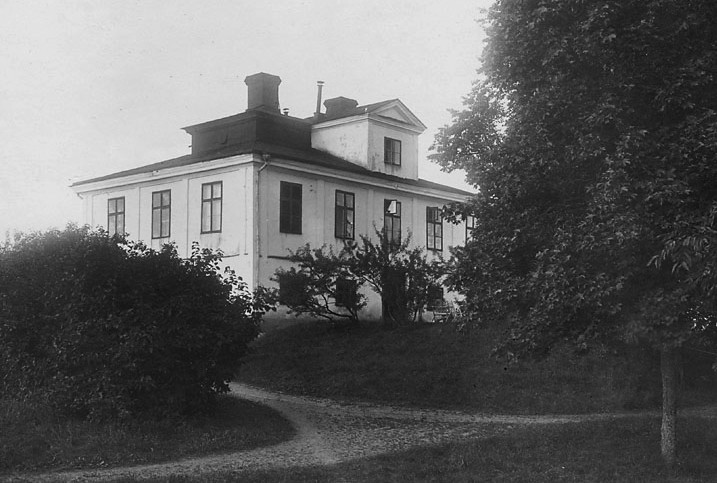
Huvudbyggnaden 1927.

Öster om, men parallellt med, huvudbyggnaden ligger flygelbyggnaden, som var den ursprungliga sätesgårdens mangårdsbyggnad. Huset byggdes på 1660-talet i en karaktäristisk 1600-talsstil. Huset har en våning med putsade fasader under ett valmat sadeltak. Det finns en entrédörr med spröjsat överljus och en källardörr. Fönstren är spröjsade och har 1700-talskaraktär. Den nuvarande flygelbyggnaden var den ursprungliga sätesgårdens mangårdsbyggnad.
Gårdens gamla visthusbod, den så kallade Fatburen vid Stora Ängby, finns fortfarande kvar och står på en liten kulle nordost om flygeln. Fatburen står på syllstenaroch är knuttimrad i en åldedomlig teknik. Stockarna är avfärgade med röd slamfärg och sadeltaket är tegeltäckt. I fasaden finns gluggar med skjutluckor och en enkel bräddörr. Den var nybyggd samtidigt med huvudbyggnaden, men med timmer från 1500-talet. Boden anses vara Stockholms äldsta bevarade träbyggnad.
Lite längre söderut på fastigheten märks gårdens snickarbod. Byggnaden har en karaktär av enkelt 1800-tal och kan ha varit ett torp. Sadeltaket är täckt av tegel och kröns av en hög skorsten. På 1950-talet byggdes den till mot norr med en förstuga och mot väster med ett litet förråd. Dörrarna är panelade och fönstren spröjsindelade till fyra rutor. Fönstren kan slutas med fönsterluckor. Snickarboden är grönmärkt av Stadsmuseet i Stockholm för att dokumentera att den är kulturhistorisk särskilt värdefull.
Nedanför fatburen, på den plats där midsommarfirandet årligen äger rum, låg ladugården. Det tidigare stallet har restaurerats och är tillsammans med parken Björklunds hage idag en mycket uppskattad mötesplats för alla åldrar. Här finns olika aktiviteter för ungdomar och en 4H-gård.
I skogsbrynet norr om fatburen ligger Ladugårdskarlens torpstuga vid Stora Ängby. Det är en röd liten stuga från 1700-talet. Där bodde ladugårdskarlen. Huset används idag av personal verksamma i Björklunds hage. Utmed promenadvägen till vänster om slottet ligger den gamla smedjan. Den har under senare tid använts som förråd.

## Gården idag
Efter olika förslag till användning beslöt stadens fastighetsnämnd efter renoveringen 1957 att låta Bromma hemvärn nyttja fastigheten för både hemvärnets behov och för uthyrning till allmänheten. Sedan dess förvaltas Ängby Slott av Stiftelsen Hemvärnsgården Stora Ängby. I juli 2005 överfördes fastigheten till kommunägda AB Stadsholmen. Stiftelsen hyr ut gårdens lokaler till fest och konferens. Bland hyresgästerna fanns hemvärnet i Bromma och Bromma lottakår fram till 1 september 2014. Sedan november 2019 har slottet en hyresgäst med verksamhet. Det är café, blomsterbutik och presentbutik i två våningar. 

## Bilder

### Exteriör

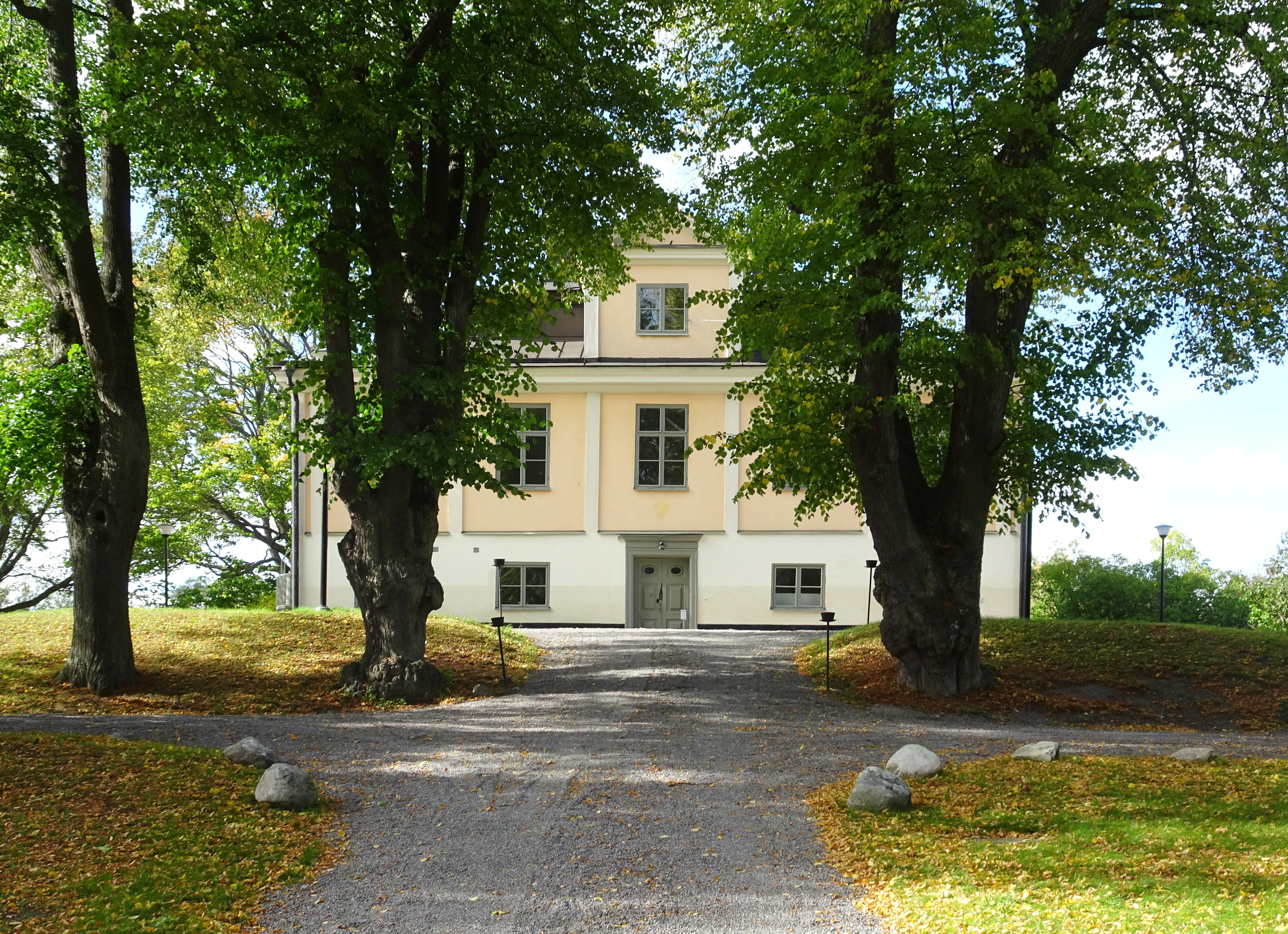
Huvudbyggnad, fasad mot söder.
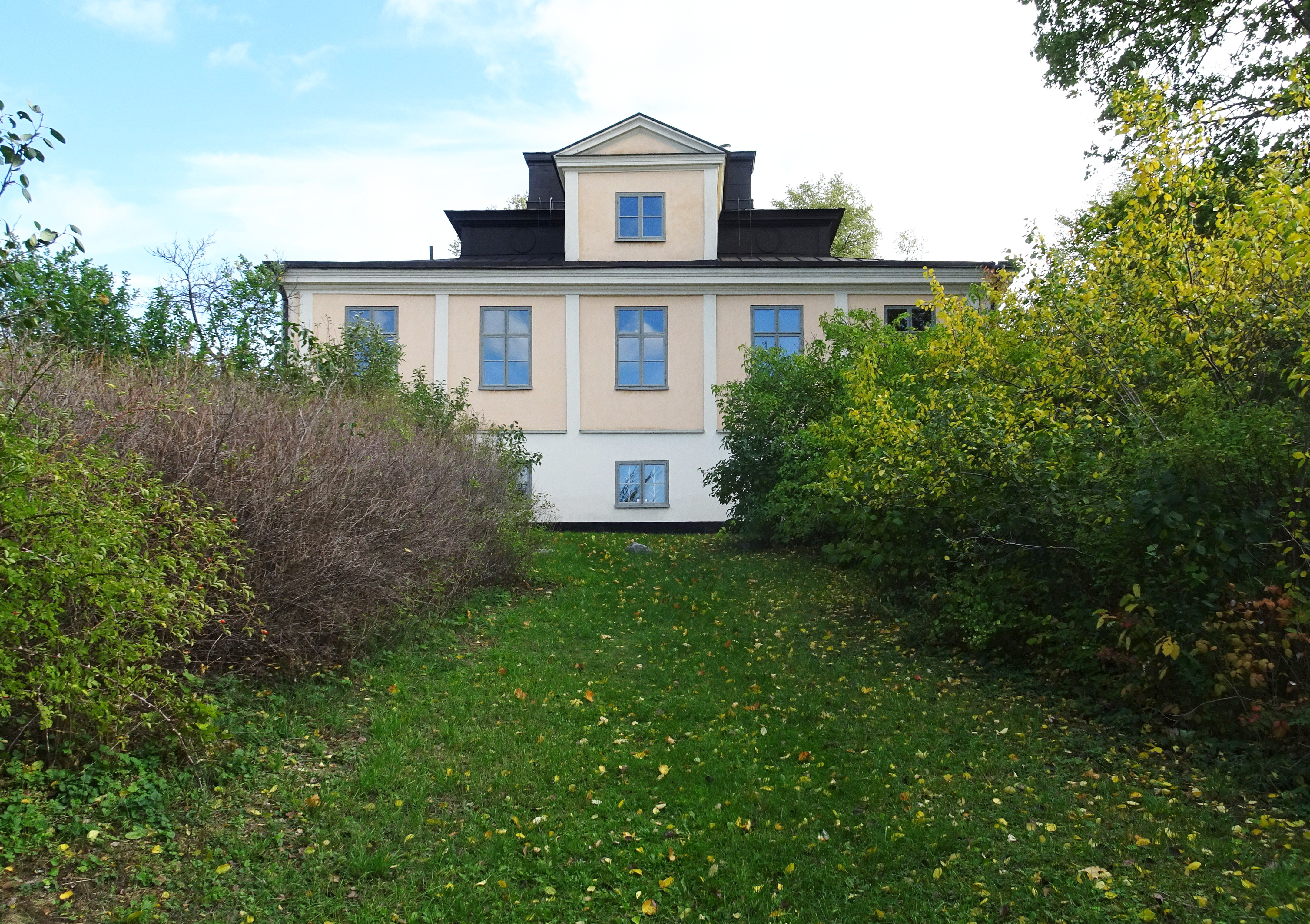
Huvudbyggnad, fasad mot norr.
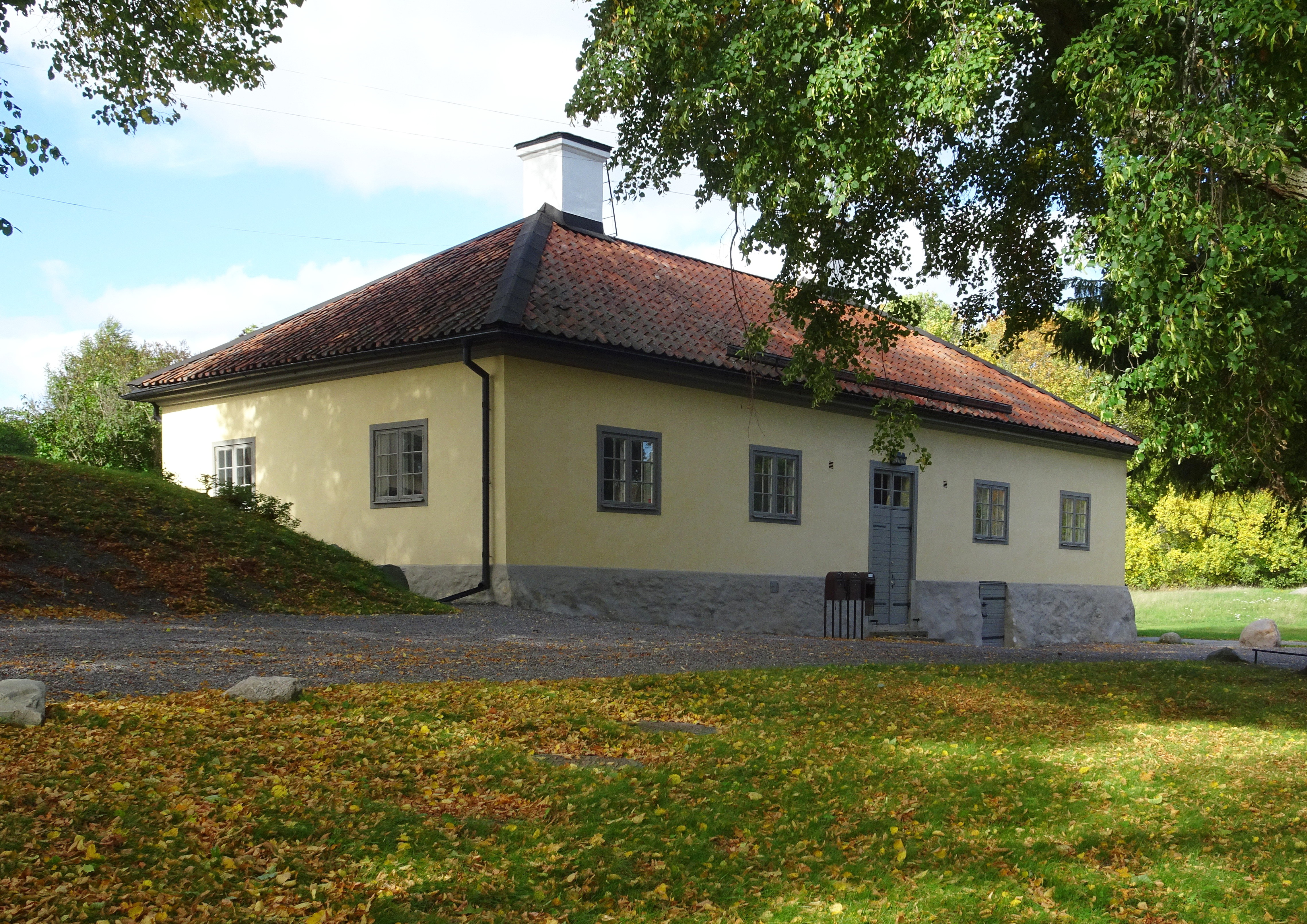
Flygeln.
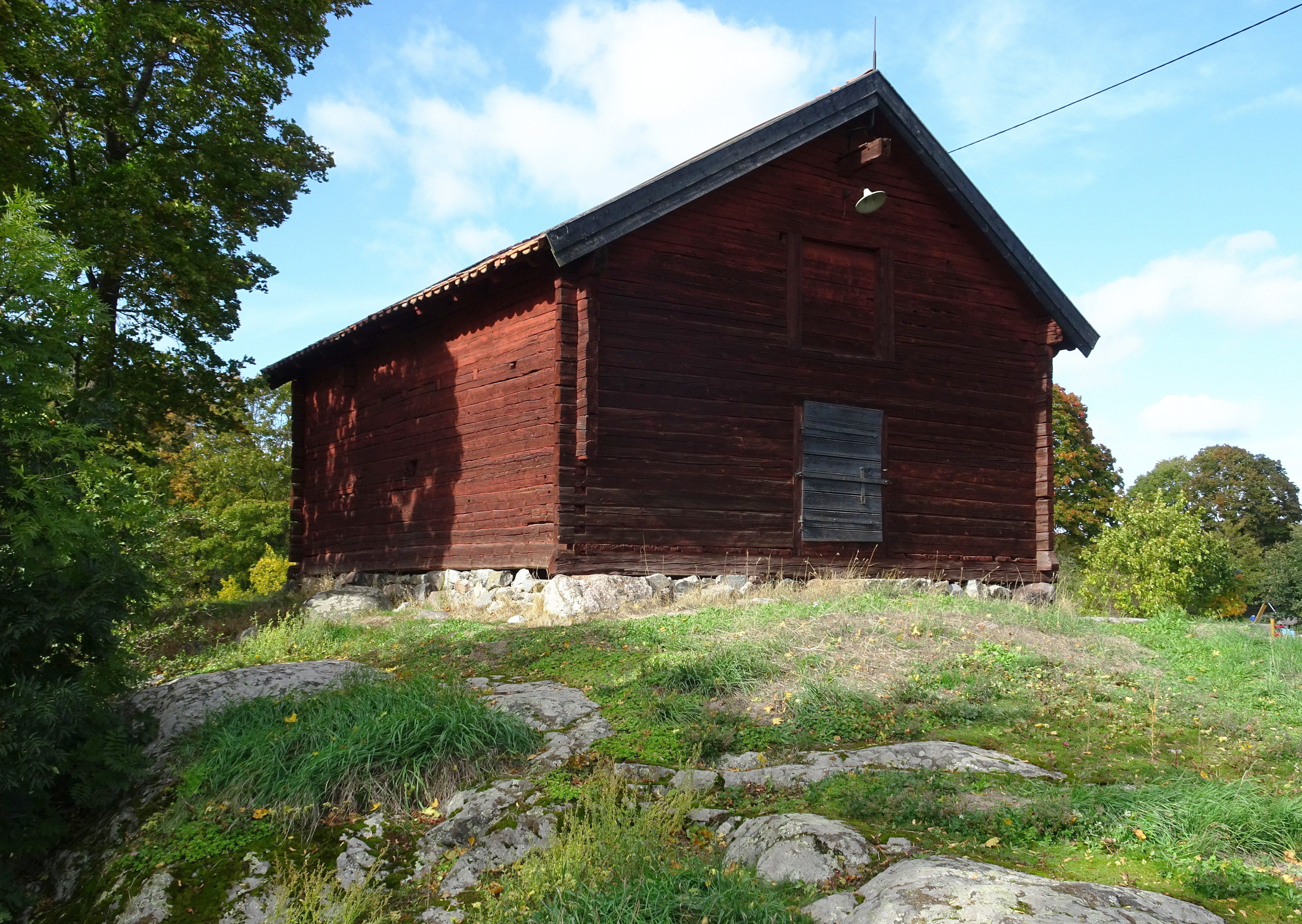
Fatburen vid Stora Ängby.
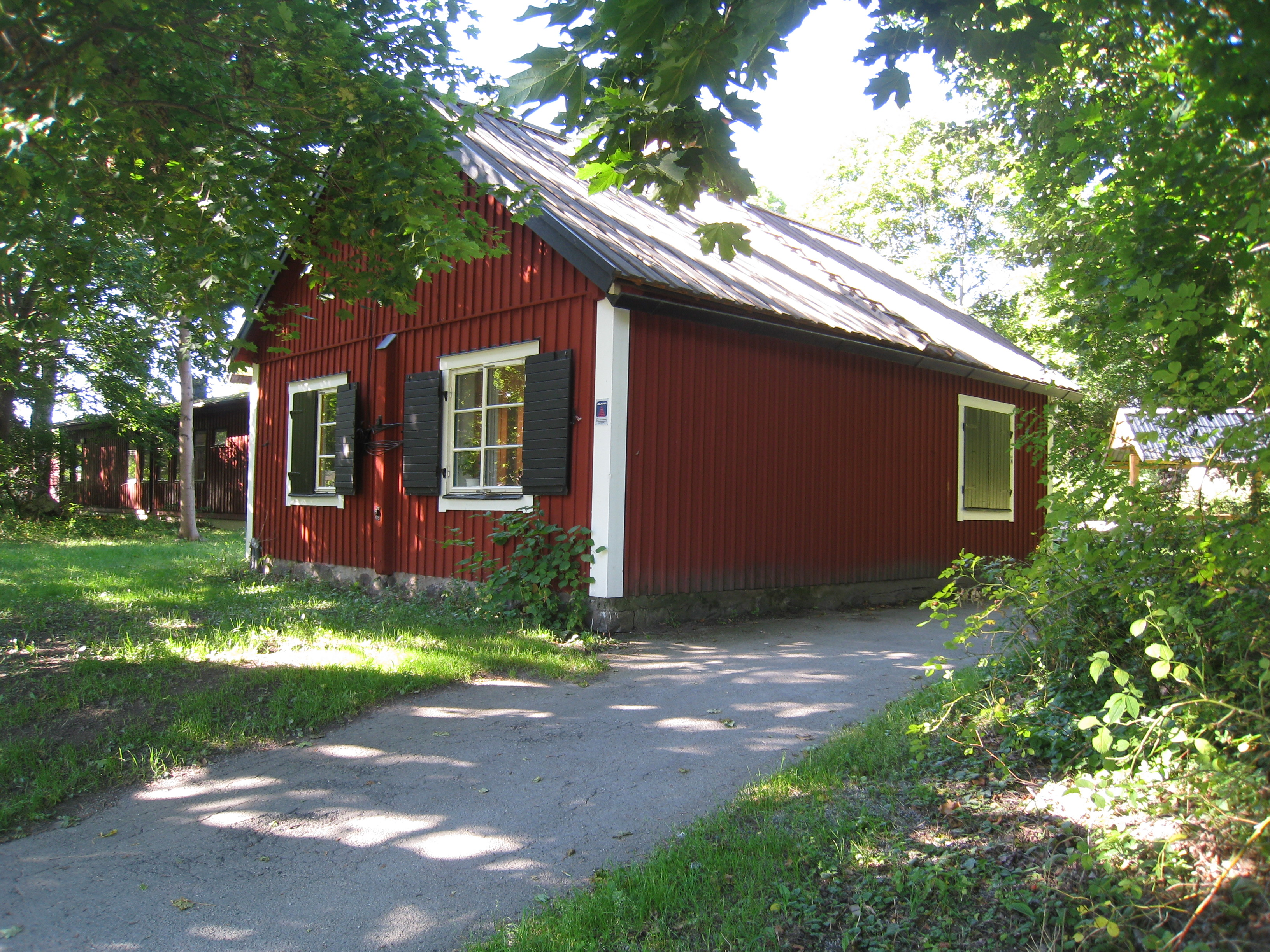
Ladugårdskarlens torpstuga.
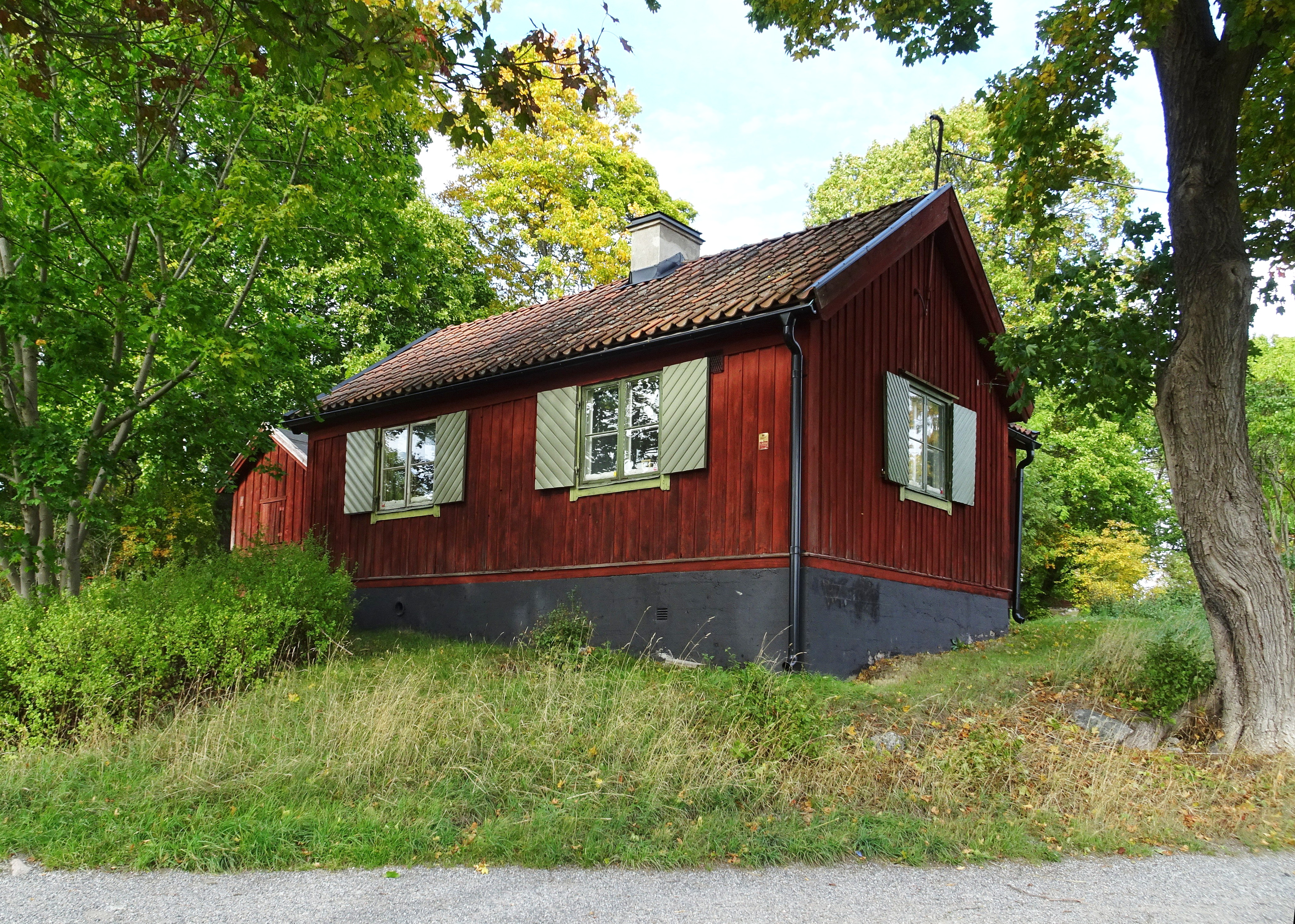
Snickarboden.

### Interiör bottenvåningen

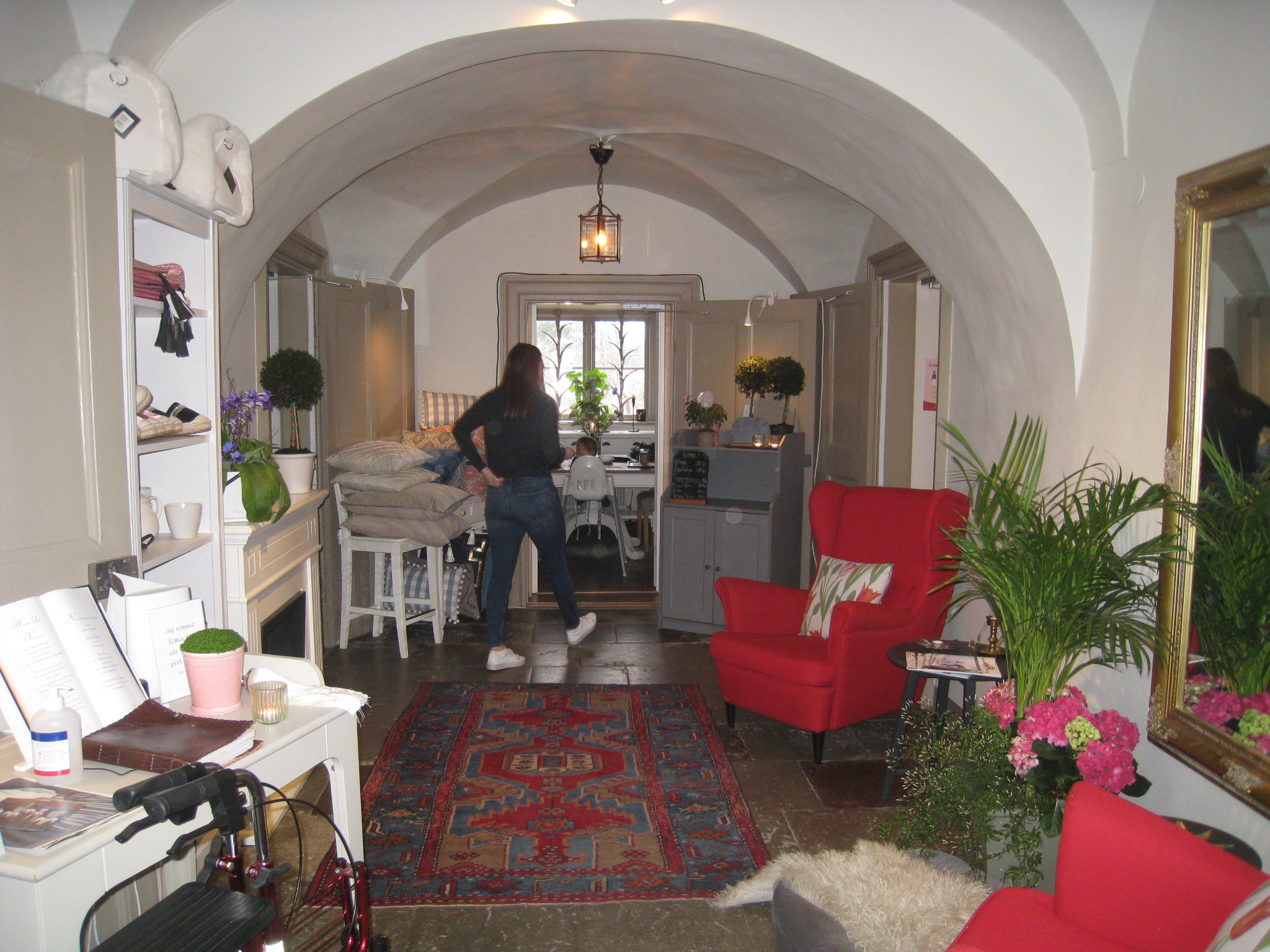
Den kryssvälvda förstugan.
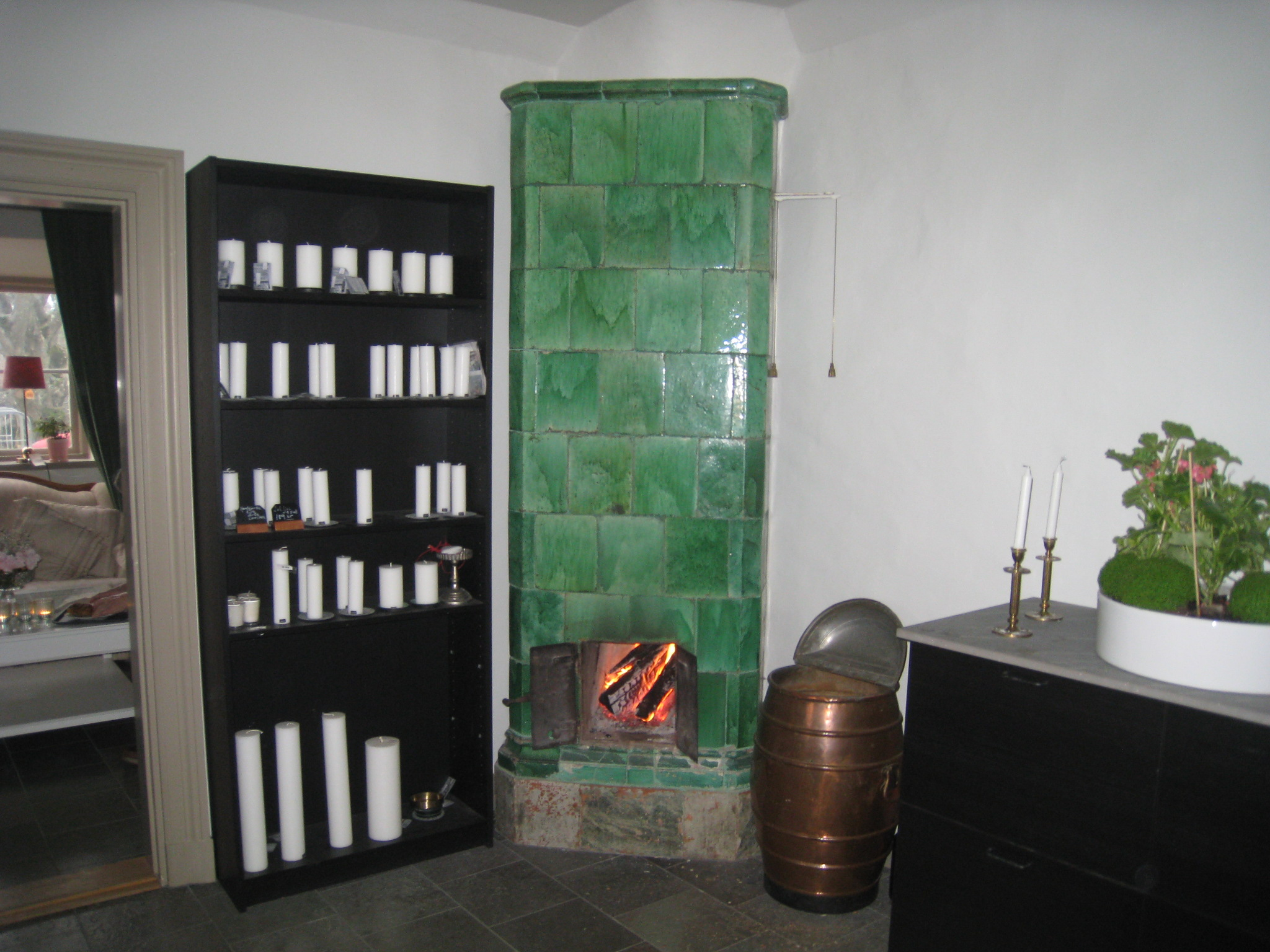
Grönglaserad kakelugn med ursprung från 1700-talet.
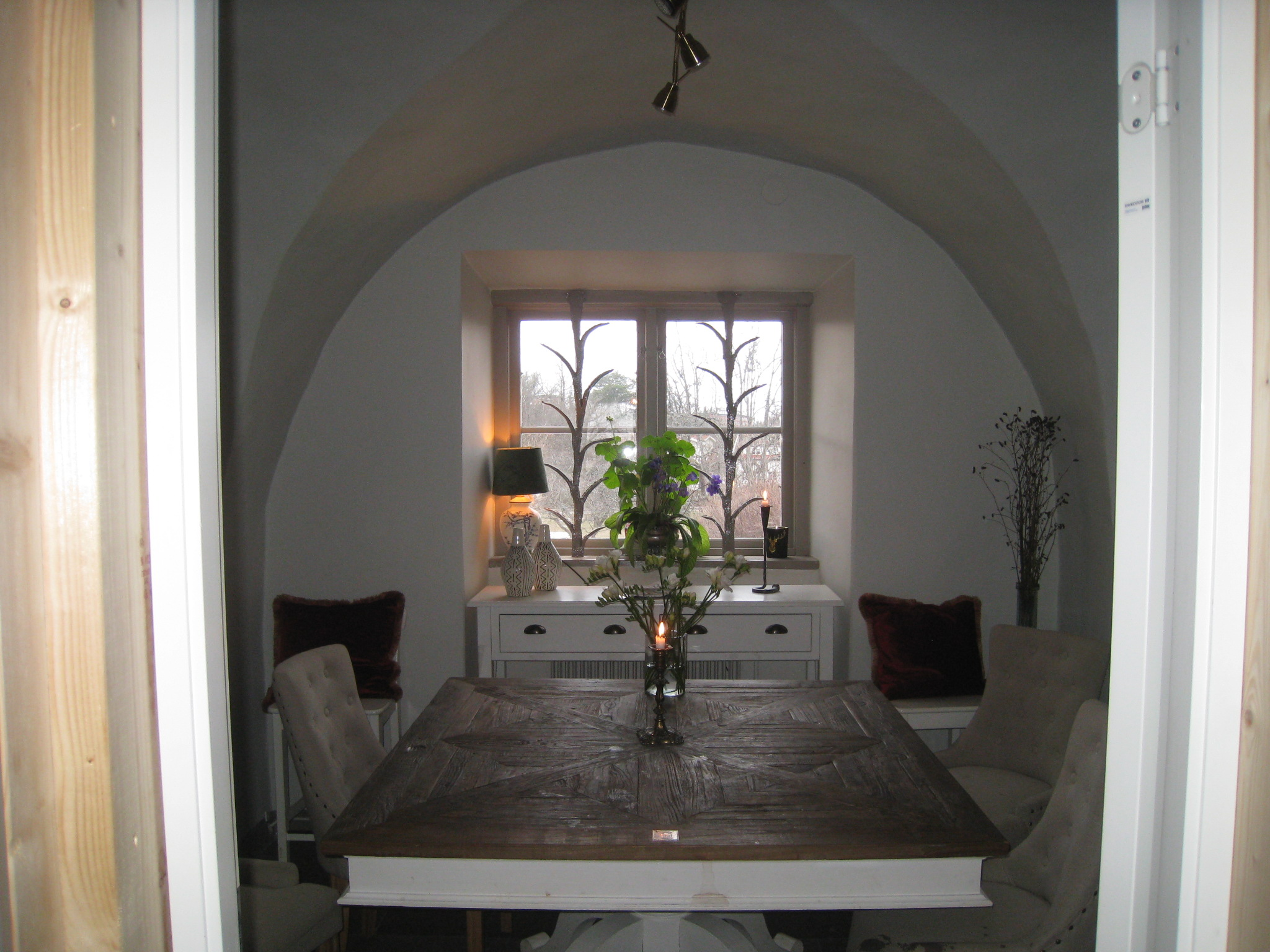
Ett av de mindre rummen med kryssvalv i taket.
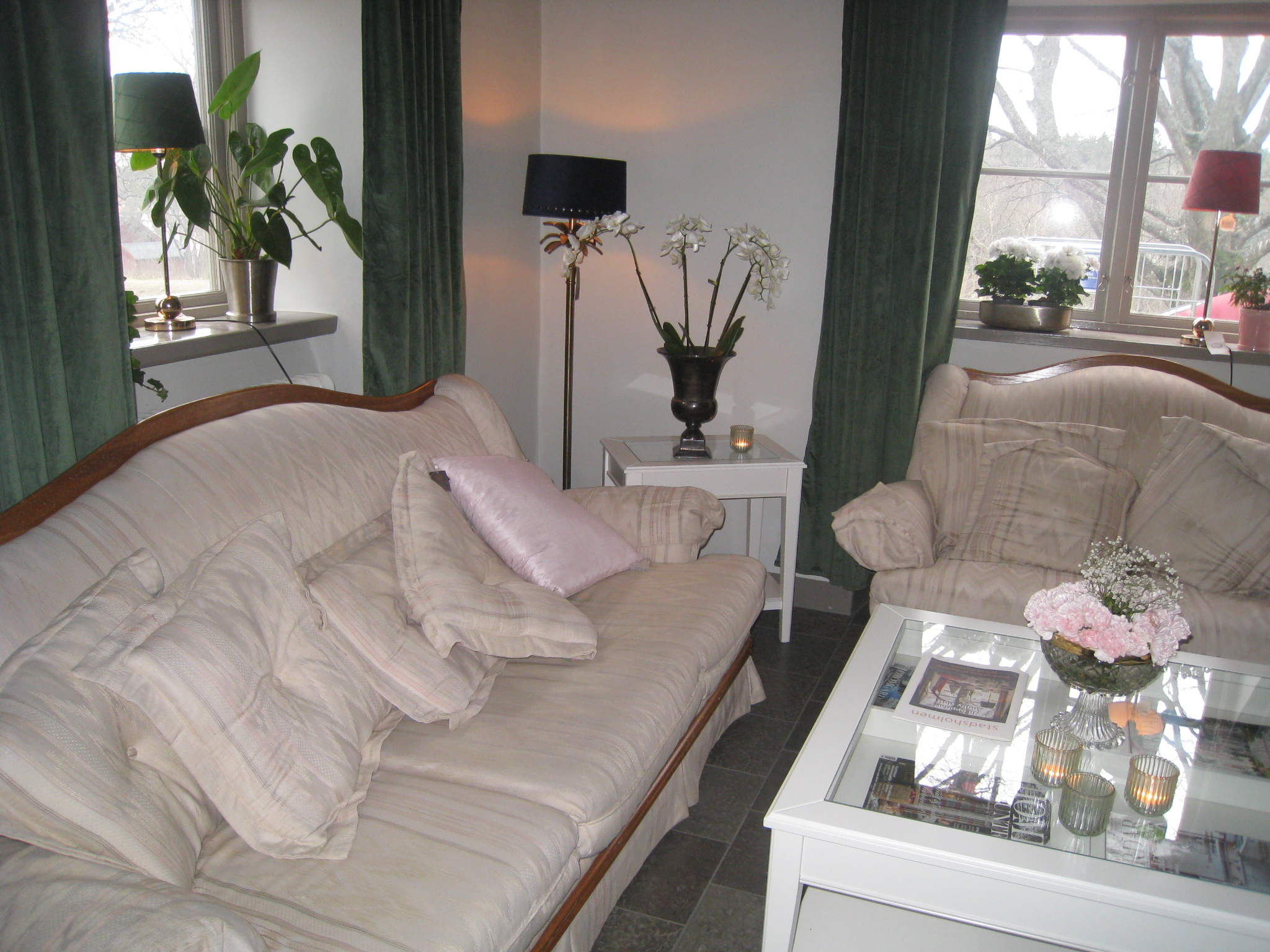
Rum med fönster i två väderstreck.
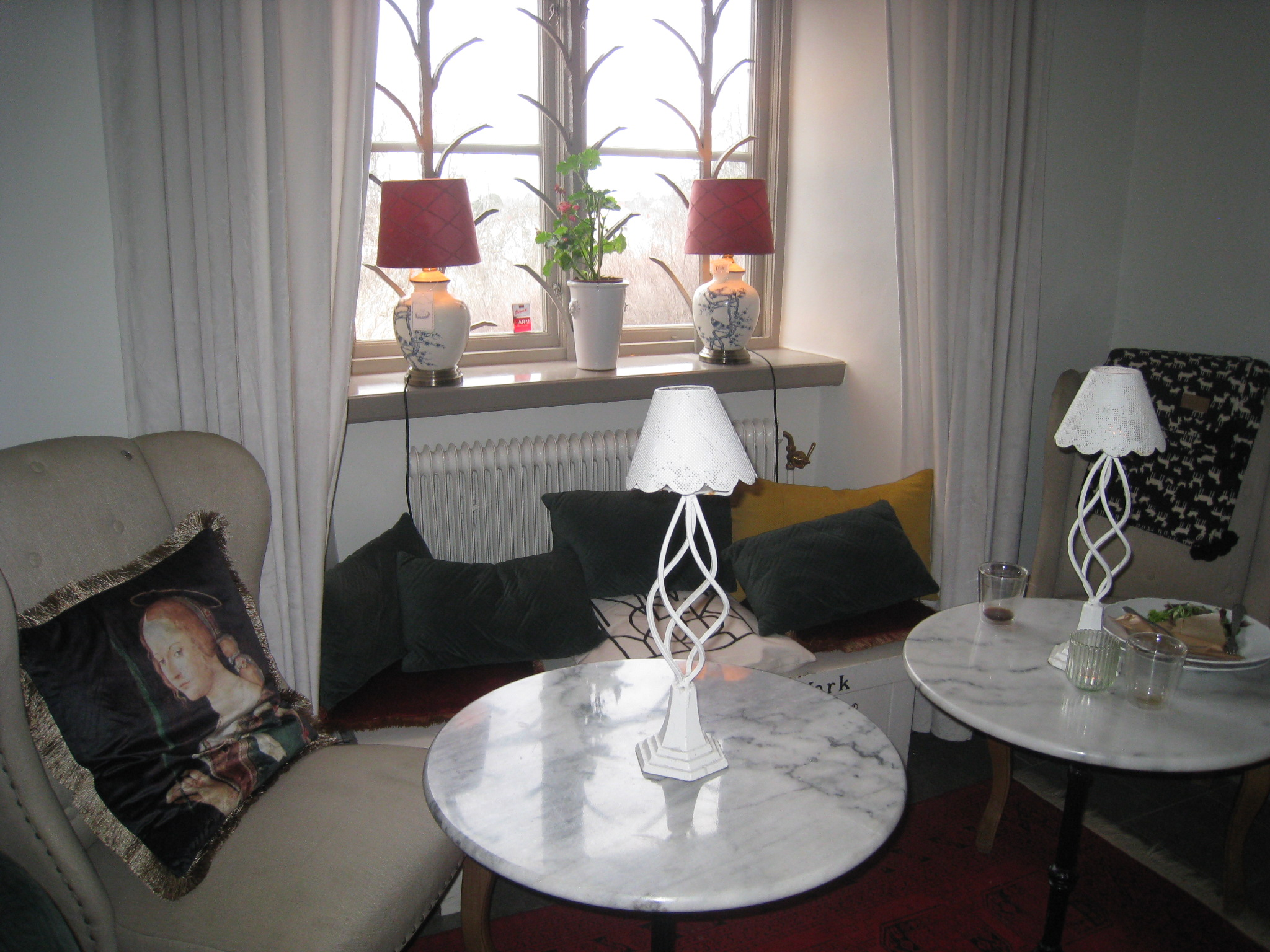
Ett sidorum.
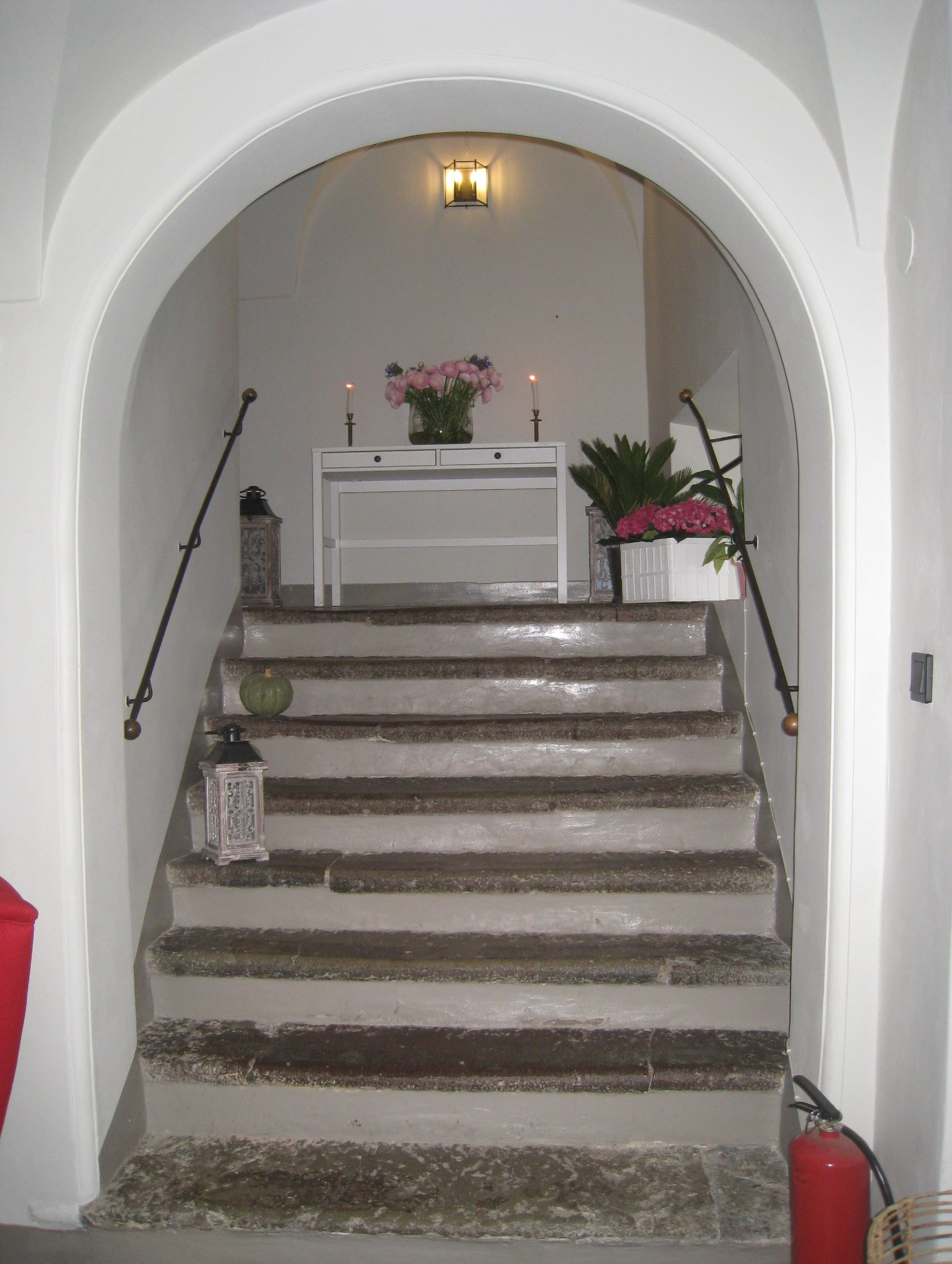
Förstugan med sitt sidolagda trapphus.

### Interiör övervåningen, kakelugnar i sidorummen

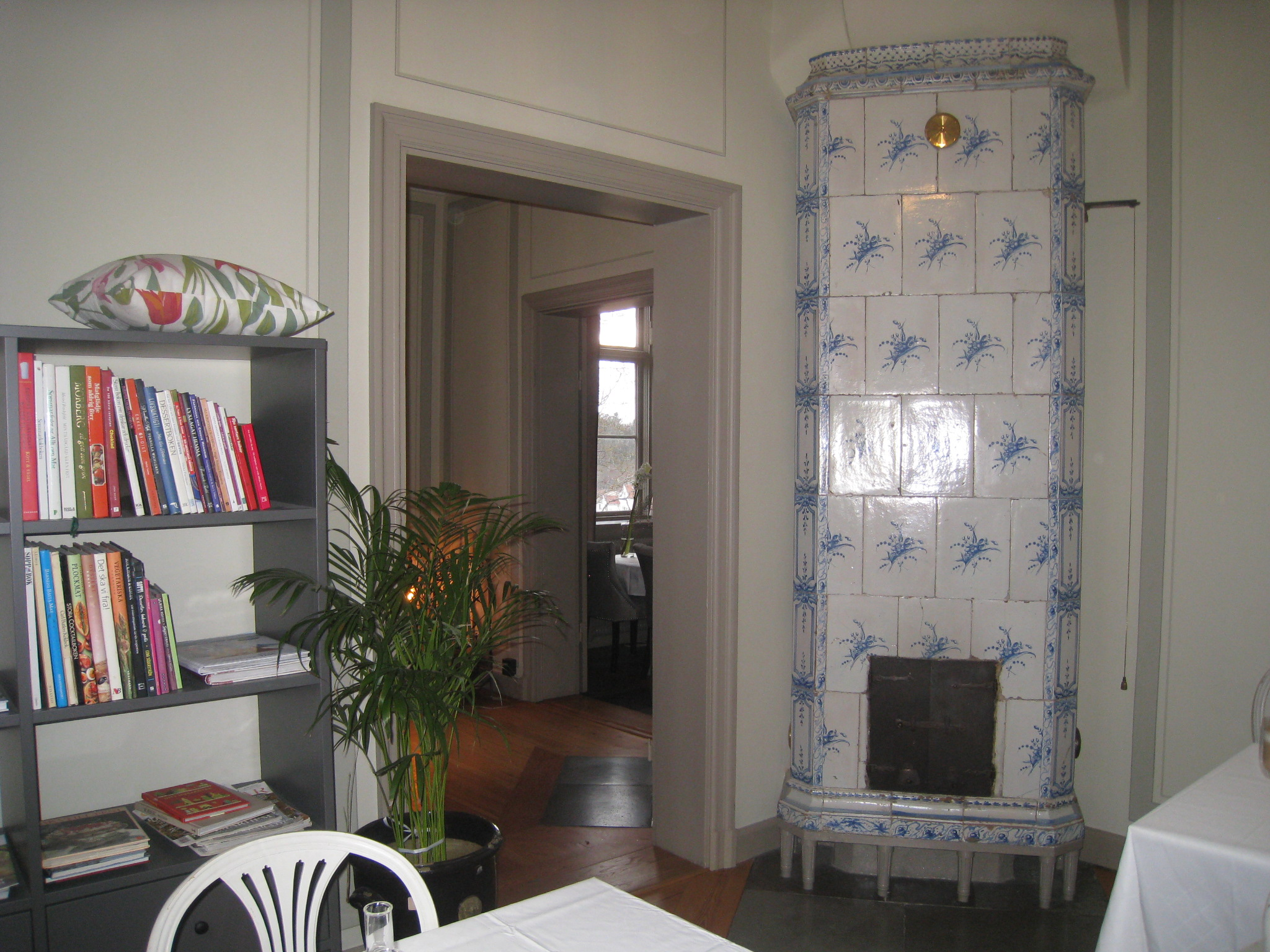
Sidorum 1 med blådekorerad kakelugn från 1700-talet. Kakelugnen tillkom på Stierncronas tid.
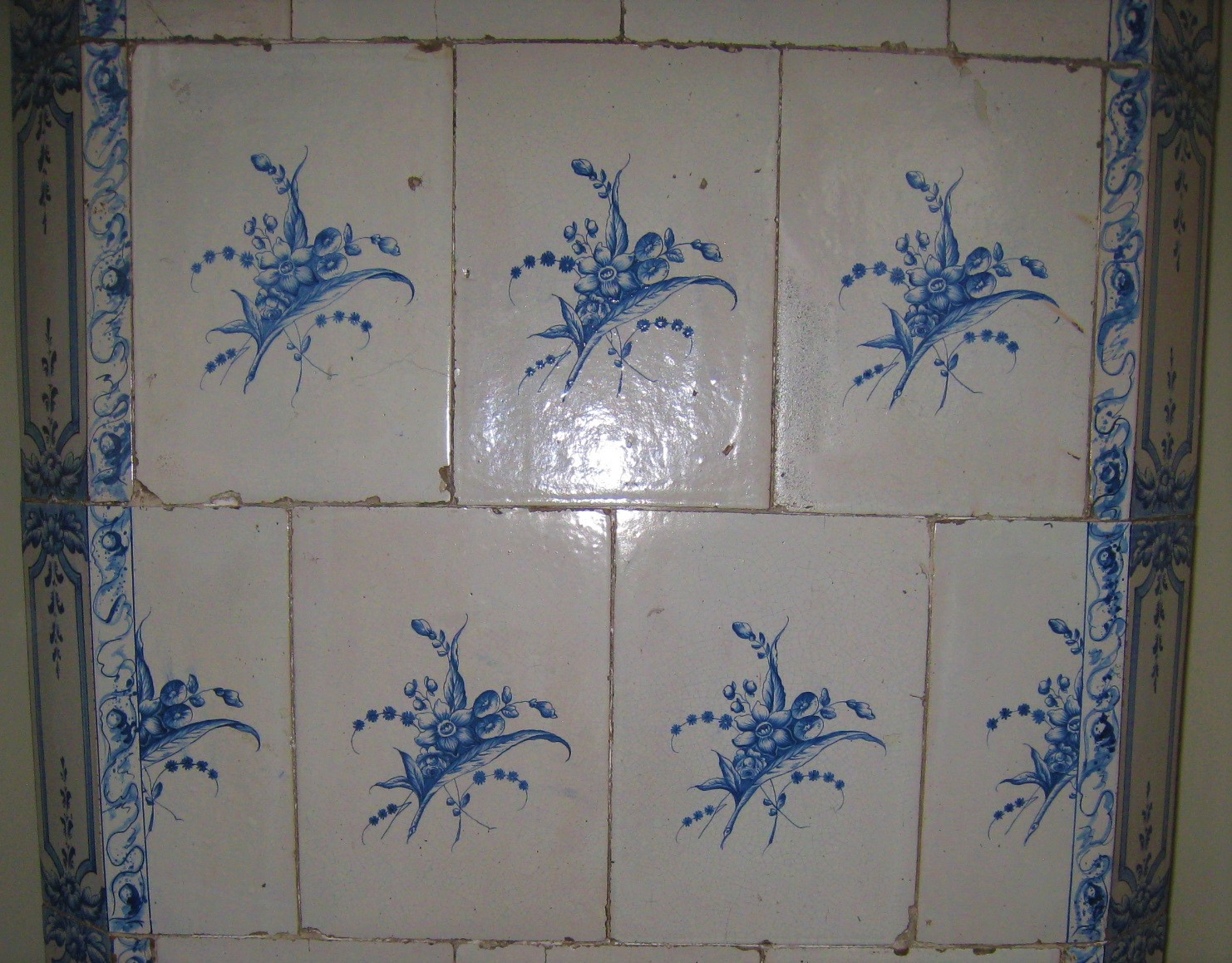
Sidorum 1, detalj av kakelugnen.
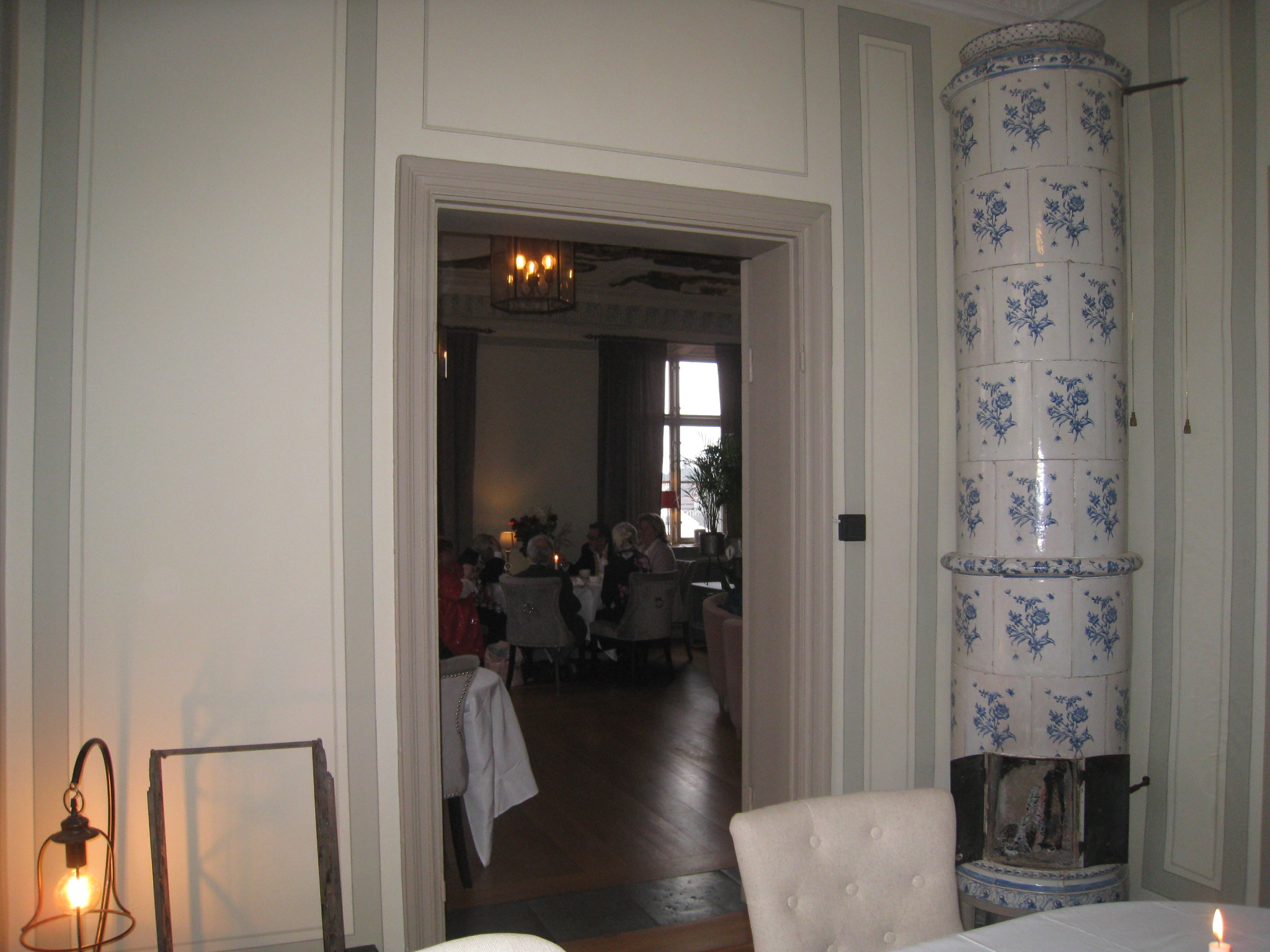
Sidorum 2 med blådekorerad kakelugn från 1700-talet. Kakelugnen tillkom på Stierncronas tid.
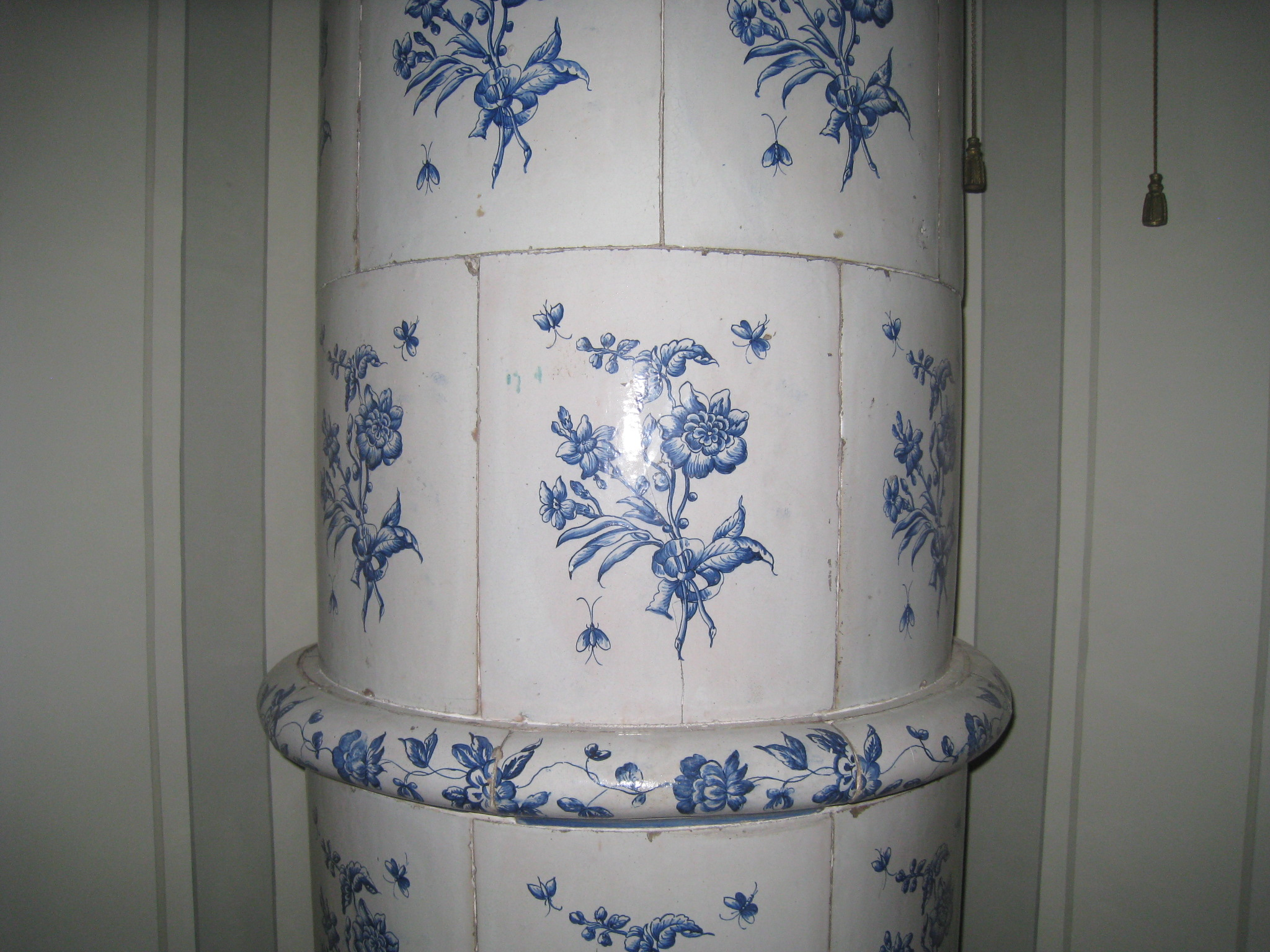
Sidorum 2, detalj av kakelugnen.
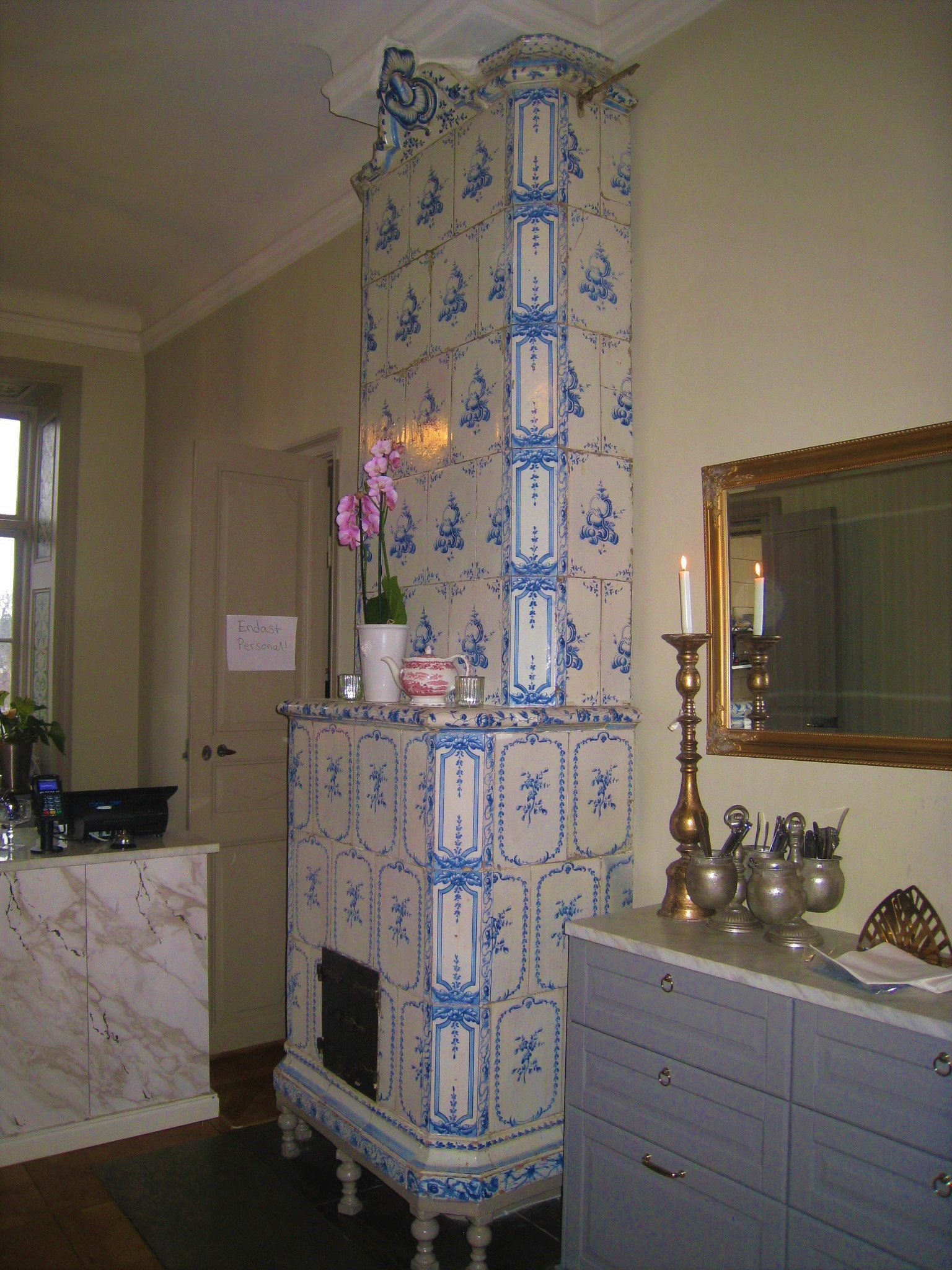
Sidorum 3 med blådekorerad kakelugn från 1700-talet. Kakelugnen tillkom på Stierncronas tid.
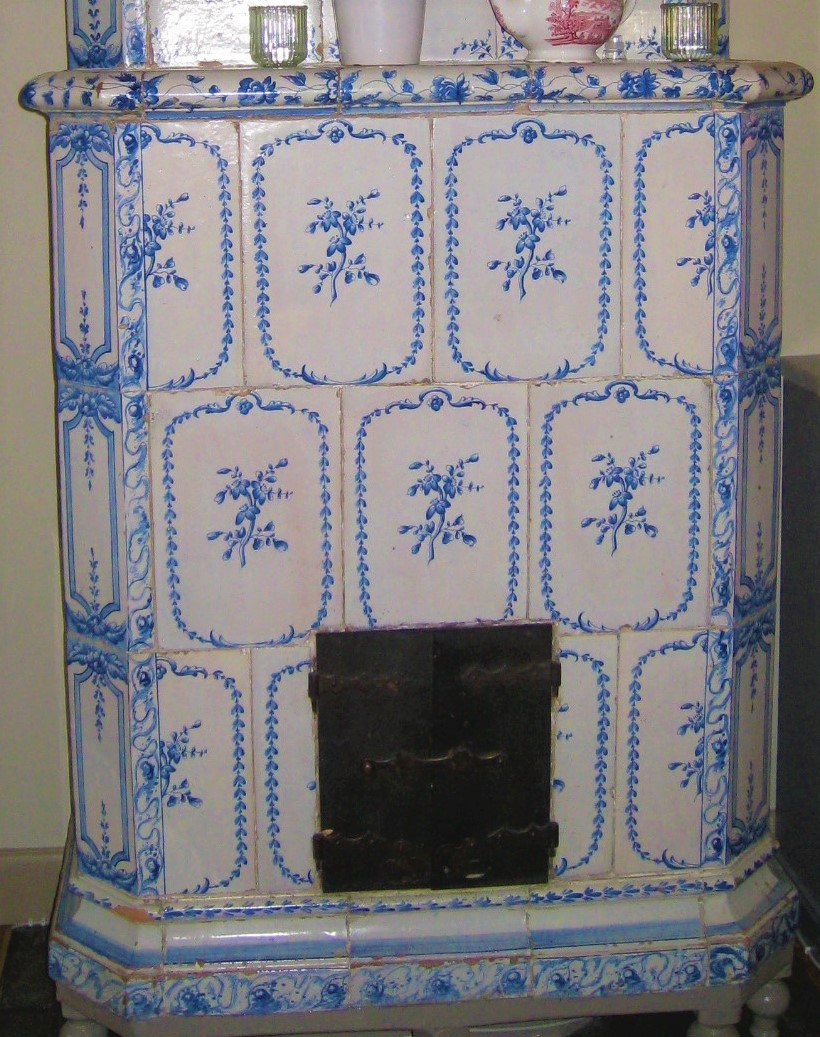
Sidorum 3, detalj av kakelugnen.

### Interiör övervåningen, stuckaturtak och fönsternisch i Stora salen

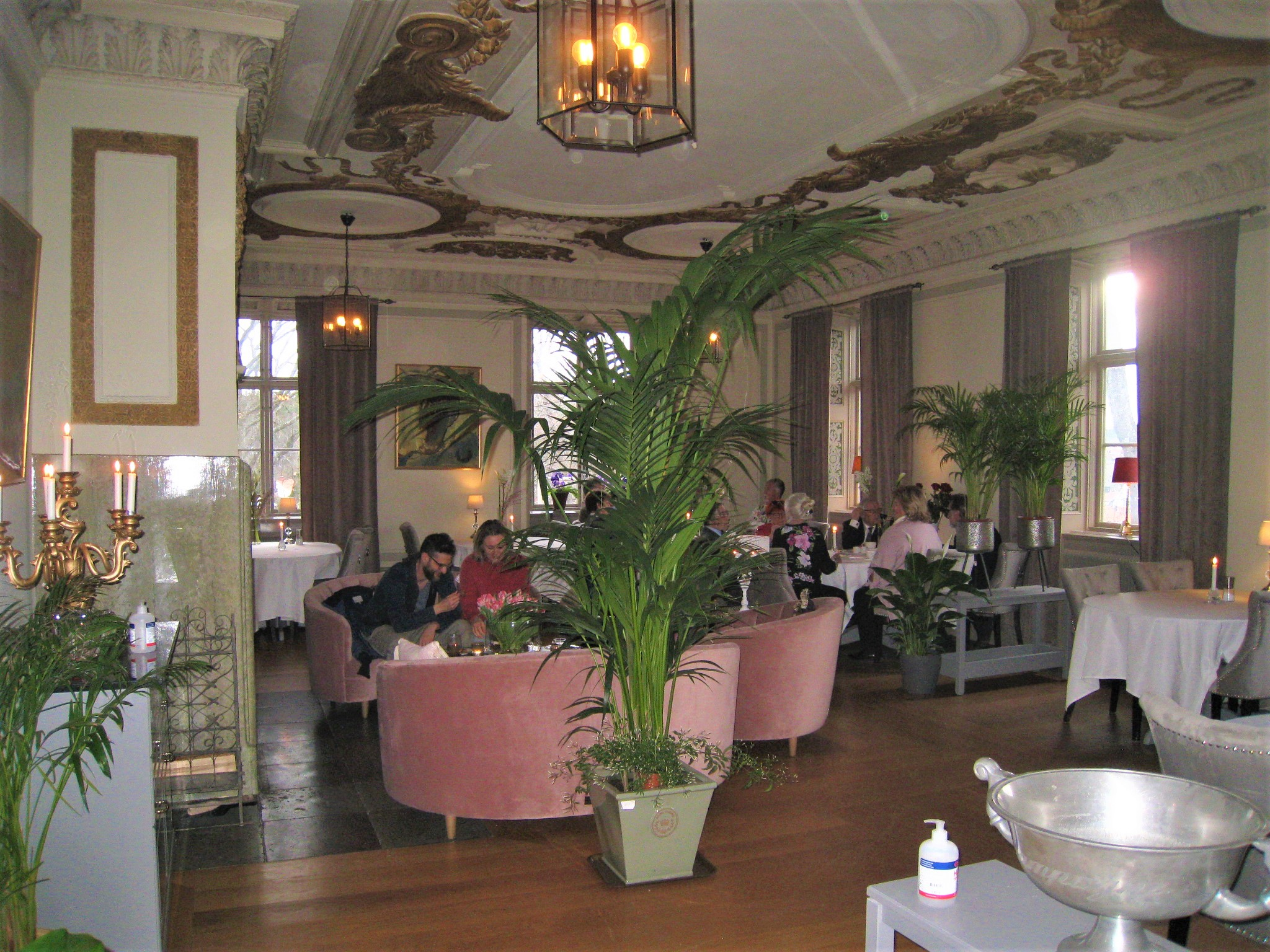
Stuckaturtaket i Stora salen utfördes 1704 av Giuseppe Marchi.
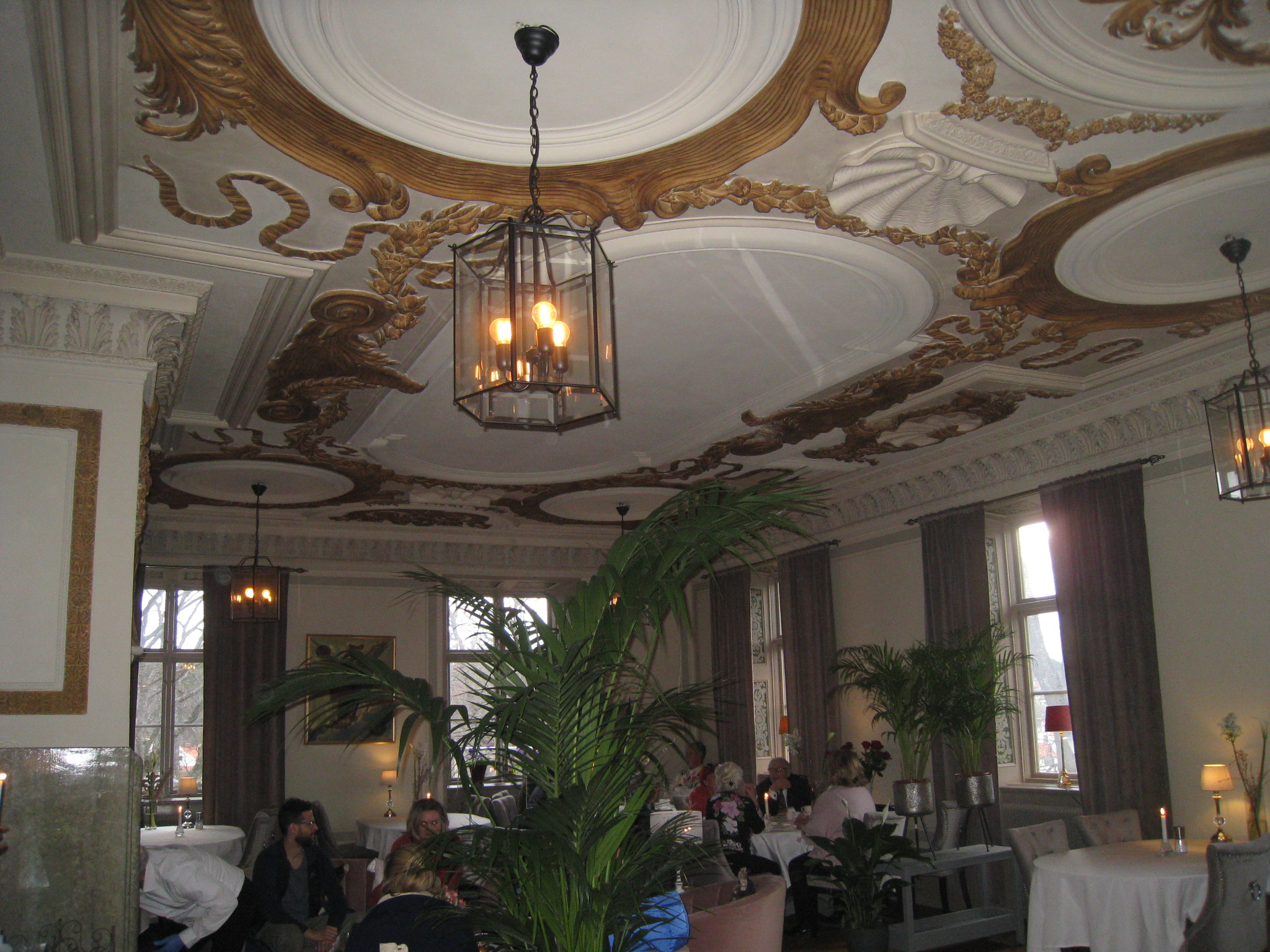
Stuckaturtaket i Stora salen utfördes 1704 av Giuseppe Marchi.
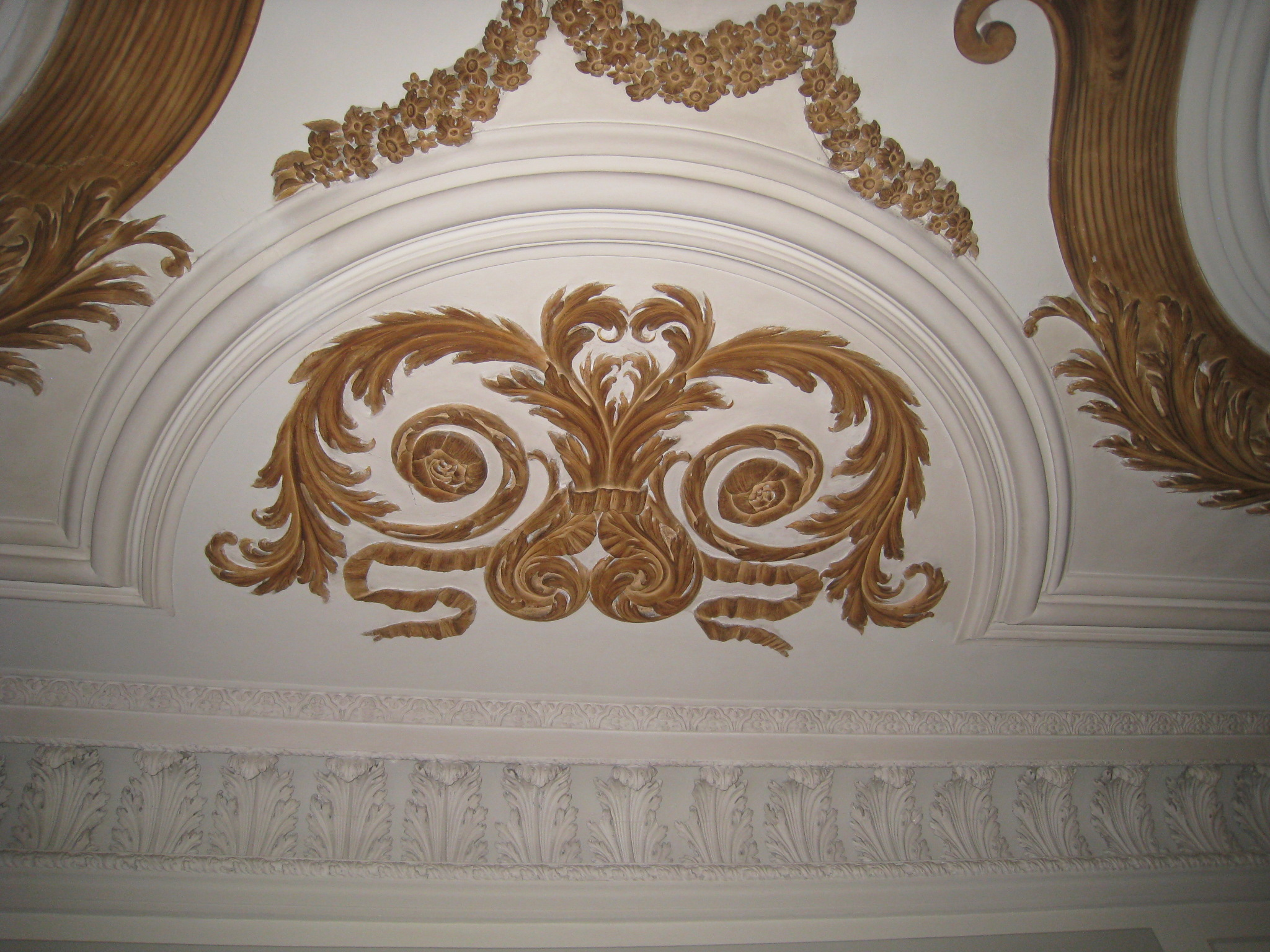
Stuckaturtaket och frisen, detalj.
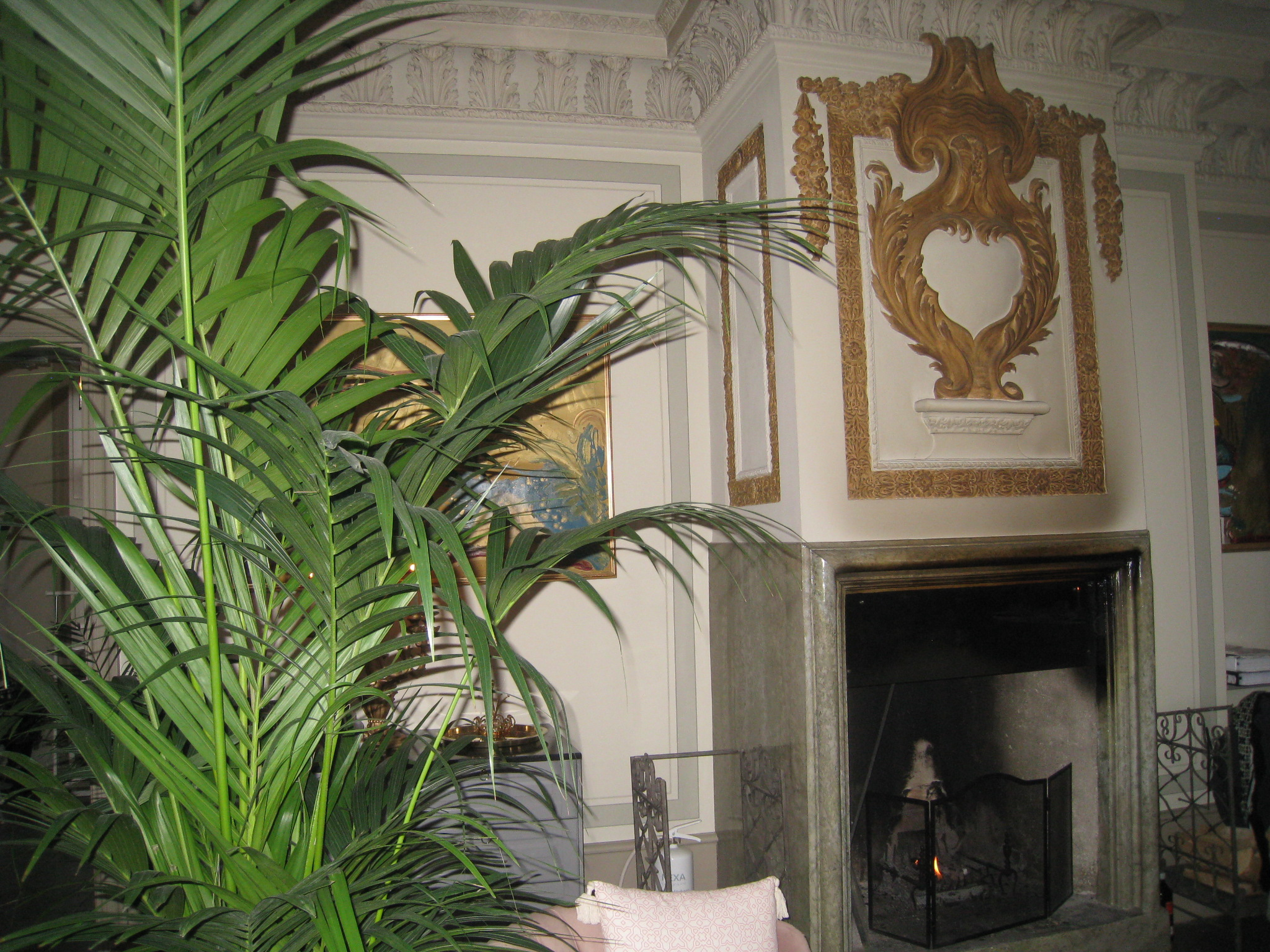
Den öppna spisen är från 1690-talet och det dekorerade spisöverstycket i Stora salen utfördes 1704 av Giuseppe Marchi.
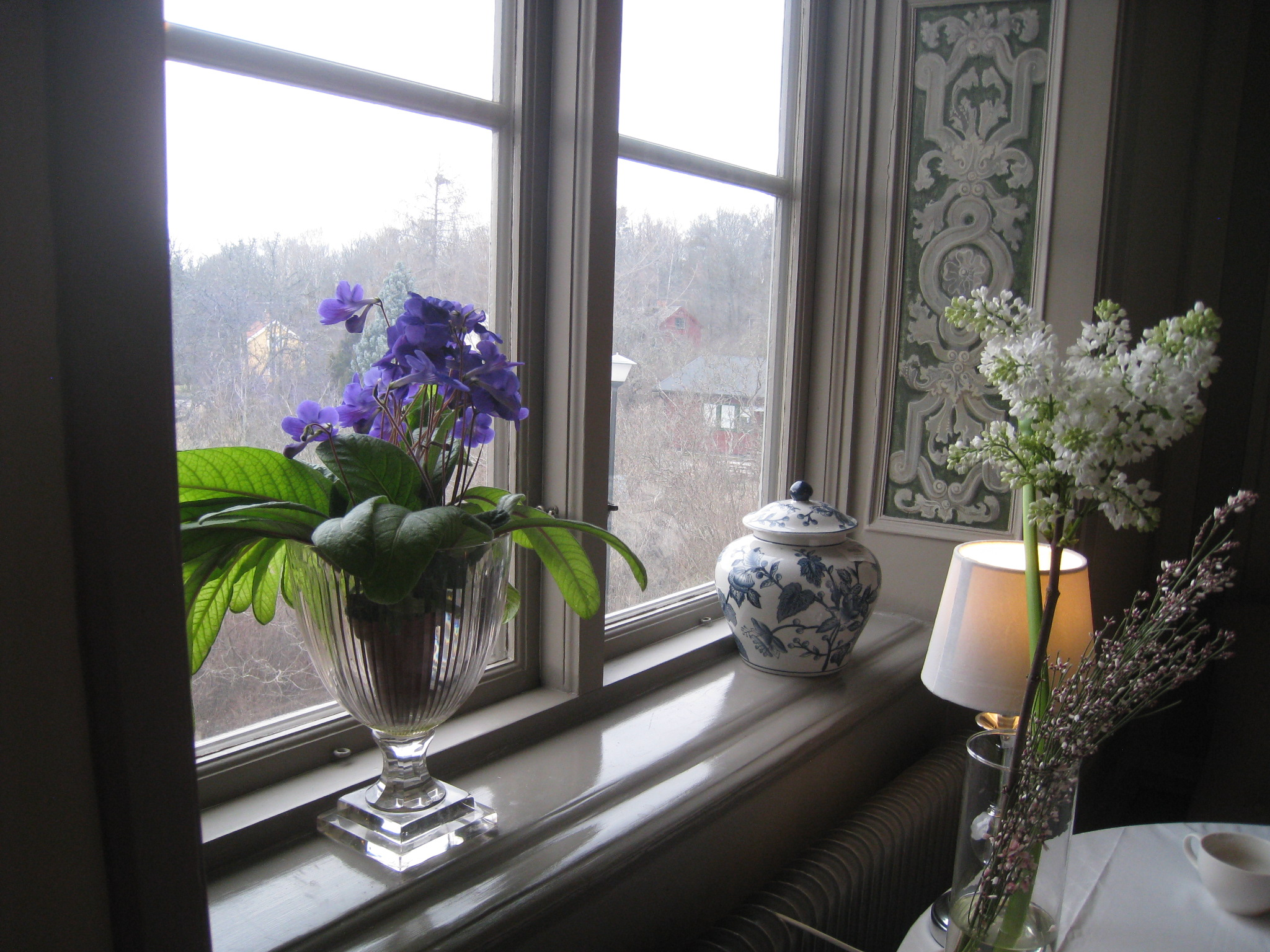
Fönsternisch med arabeskmålningar.
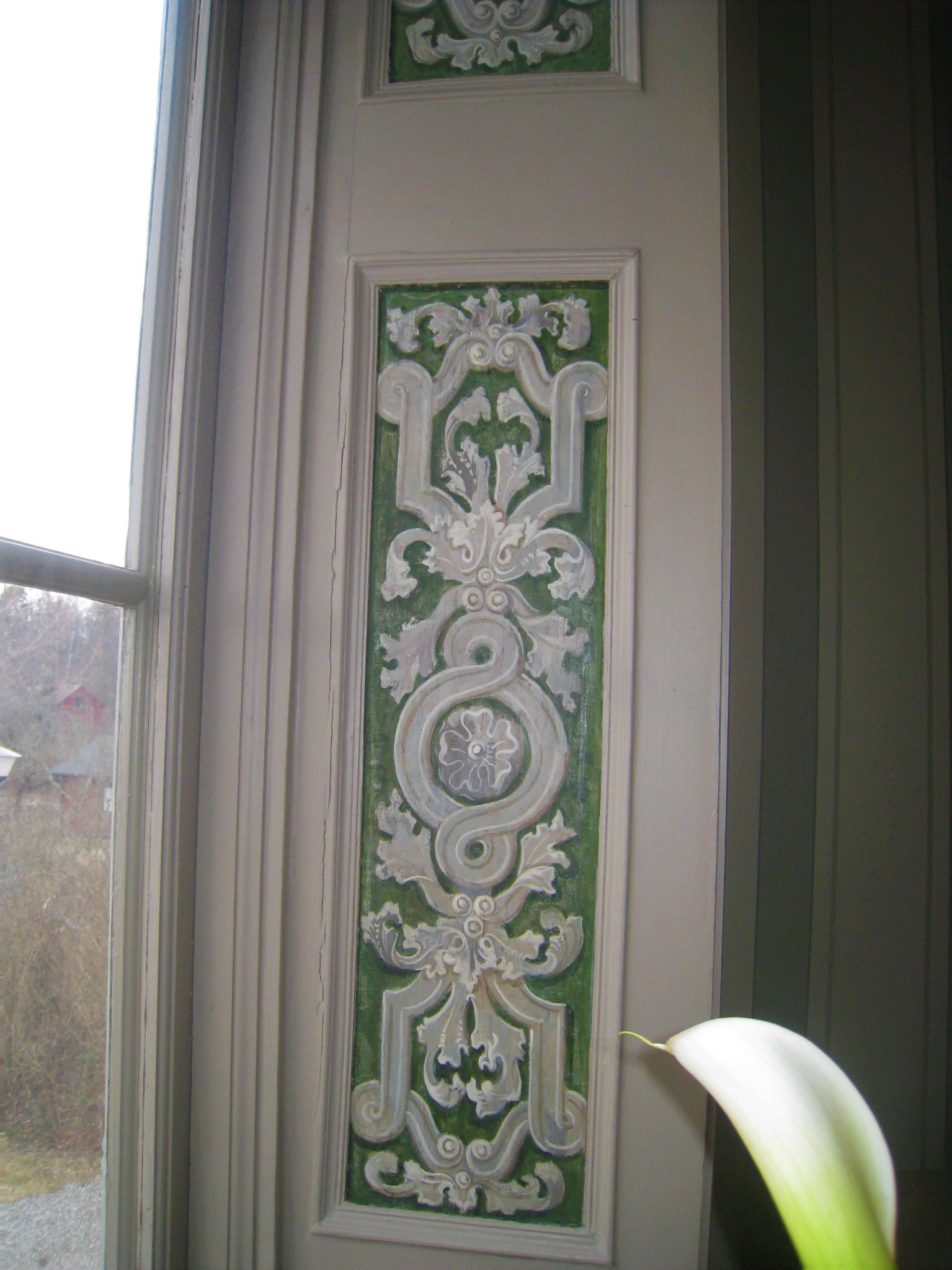
Fönsternisch med arabeskmålningar.